# Biedenkopf

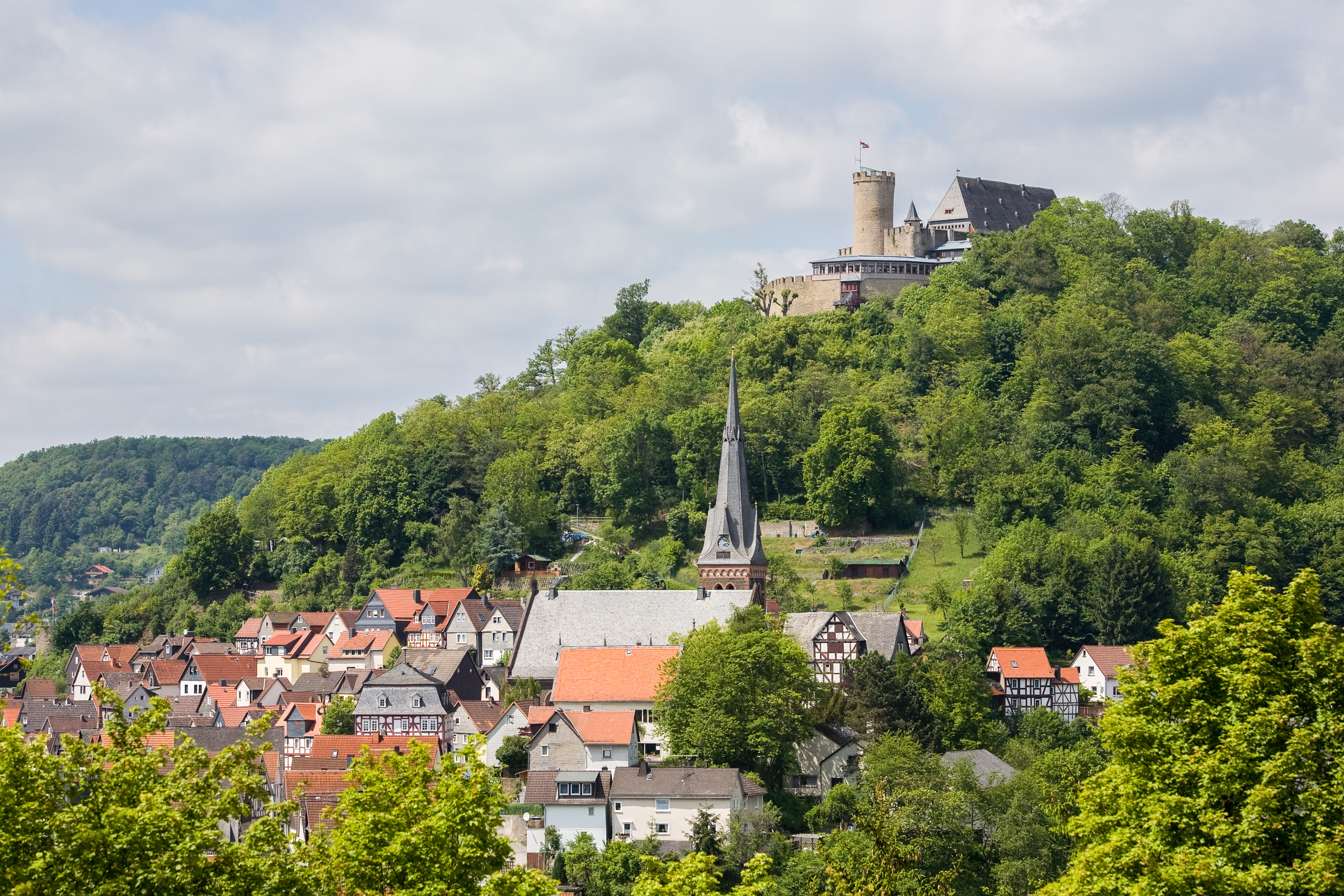
Schloss und Oberstadt mit Stadtkirche

Biedenkopf (mundartlich Berrekopp) ist eine Kleinstadt im Norden Mittelhessens an der Grenze zu Westfalen am Oberlauf der Lahn und als solche Hauptort der gleichnamigen Stadtgemeinde im Westen des mittelhessischen Landkreises Marburg-Biedenkopf. Sie war bis zur Zusammenlegung mit dem Landkreis Marburg im Jahre 1974 Kreisstadt des Landkreises Biedenkopf und kann mithin als Hauptstadt des Hessischen Hinterlandes angesehen werden, dessen größte Stadt sie ist. Biedenkopf ist ein staatlich anerkannter Luftkurort.
Die Stadt in ihrer heutigen Form als Großgemeinde entstand in den 1970er-Jahren im Zuge der Hessischen Gebietsreform (siehe dazu Abschnitt „Eingemeindungen“).

## Geographie

### Lage
Die Stadt Biedenkopf liegt im westlichsten Teil des Landkreises Marburg-Biedenkopf. Nordöstlich stößt die Kernstadt an die 674 m hohe Sackpfeife und ihre Vorhöhen, südwestlich an den zum Gladenbacher Bergland gehörigen Schwarzenberg und seine Ausläufer.
Zusammen mit 18 anderen Kommunen gehört Biedenkopf zum Naturpark Lahn-Dill-Bergland (Einwohnerzahlen von 2011).

### Stadtgliederung
| Ortsteil     | Wappen | Luftaufnahme | Beschreibung | Einwohner -zahl | Urkundliche Erstnennung |
| ------------ | ------ | ------------ | --- | --------------- | ----------------------- |
| Biedenkopf   |        |              | Die Kernstadt Biedenkopf befindet sich im Lahntal zwischen Eckelshausen und Wallau. Durch den Ort führt die ehemalige B 62 (heute K 83), welche durch eine Umgehungsstraße am Ortsrand ersetzt wurde. Im südöstlichen Teil des Ortes befindet sich ein Industriegebiet und im nordwestlichen ein Wohngebiet. Über dem Ort thront das Landgrafenschloss Biedenkopf. | 7359            | 1196                    |
| Breidenstein |        |              | Breidenstein liegt an der Perf, südlich des Ortes befindet sich der Perfstausee. Der Ort liegt etwa 4 km westlich der Kernstadt und durch ihn führt die Bundesstraße 253. Zum Ort gehört ein Ferienhausgebiet und das Gewerbegebiet Goldberg. | 1341            | 1227                    |
| Dexbach      |        |              | Dexbach liegt im Tal des Engelbachs, etwa 5 km nördlich von der Kernstadt, durch den Ort führt die Landesstraße 3091, die die B 253 mit Dexbach, Engelbach und Wetter (Hessen) verbindet. | 285             | 1332                    |
| Eckelshausen |        |              | Eckelshausen liegt im Lahntal zwischen Kombach und der Kernstadt Biedenkopf, von dieser etwa 2 km entfernt. Im Ort trifft die Bundesstraße 453 aus Richtung Dautphetal auf die Bundesstraße 62. | 759             | 1320                    |
| Engelbach    |        |              | Engelbach liegt zwischen Dexbach und Treisbach im Engelbachtal, etwa 5 km nördlich der Kernstadt an der Landesstraße 3091, welche die B 253 mit Wetter (Hessen) verbindet. | 333             | 1237                    |
| Katzenbach   |        |              | Katzenbach liegt an gleichnamigem Bach, nördlich von Eckelshausen und östlich von Biedenkopf. Der Ort wird durch die Kreisstraße 16 Mit Kombach und der B 62 verbunden. | 18              | 1456                    |
| Kombach      |        |              | Kombach liegt oberhalb der Lahn und durch den Ort fließt der Kombach. Über die Kreisstraße 16 ist der Ort mit Katzenbach und der B 62 verbunden. | 981             | 1268                    |
| Wallau       |        |              | Wallau liegt, westlich von Biedenkopf, an der Lahn und ist nach der Kernstadt der größte Stadtteil. Durch den Ort führt die ehemalige Bundesstraße 62 (heute K 103). | 3294            | 1289                    |
| Weifenbach   |        |              | Weifenbach liegt nördlich zwischen Wallau und der Kernstadt am gleichnamigen Bach. Der Ort ist über die Kreisstraße 109 mit Ludwigshütte und der B 253 verbunden. | 615             | 1262                    |

### Nachbargemeinden
Folgende Städte und Gemeinden grenzen an die Stadt Biedenkopf (sie werden nach dem Uhrzeigersinn im Norden beginnend genannt): Die Städte Hatzfeld und Battenberg im Landkreis Waldeck-Frankenberg, im Landkreis Marburg-Biedenkopf die Städte Münchhausen und Wetter und die Gemeinden Dautphetal und Breidenbach sowie die Städte Bad Laasphe und Bad Berleburg im Kreis Siegen-Wittgenstein, welche zu Nordrhein-Westfalen gehören.

### Siedlungen und Wüstungen
In der Gemarkung der Kernstadt Biedenkopf lagen die im Zusammenhang mit der Entstehung der Biedenkopfer Vorstadt wüst gefallenen Siedlungen Druckershausen, eine Dorfstelle bei der ehemaligen Walkmühle an der Lahn, und Guntershausen (auch Gonzhausen genannt), eine Dorfstelle rechts der Lahn an der Einmündung des Seitentals des Martinbachs in die Lahnniederung. Heute erinnert noch der Flurname Zu Guntershausen an die ehemalige Siedlung.
Ebenfalls in der Gemarkung der Kernstadt lag die wüst gegangene Siedlung Hüttenmühle, eine Mühlstatt auf dem heutigen Fabrikgelände der Ludwigshütte. Sie wurde 1572 erbaut und 1905 abgerissen.
Noch existent dagegen ist die Erlenmühle, ein Mühlengehöft am linken Ufer der Lahn an der Lahnstraße (B 62). Sie besteht aus sechs Gebäuden und wurde 1729 durch Landgraf Ernst Ludwig von Hessen-Darmstadt genehmigt. Es entstand eine Schneid- und Schlagmühle; 1830 bestand das Mühlengehöft bereits aus einer Mahl-, Öl- und Schneidemühle. 1847 wurde eine Kupferschmelze mit dem Namen Alexanderhütte eingerichtet. Darin wurden die Kupfer- und Silbererze verschmolzen, die aus Kupfergruben bei Dexbach, Lixfeld und Mornshausen a. D. angeliefert wurden. 1884 wurde in der Erlenmühle eine Spinnereifabrik eingerichtet.
Auf den Gemarkungen der einzelnen Ortsteile liegen zahlreiche weitere Siedlungen und Wüstungen, siehe dazu die Ortsteilartikel.

### Flächennutzung
Stand: 1. Januar 2005 und 1. Januar 2009
| Flächennutzung          | Fläche 2005 | Fläche 2005 | Fläche 2009 | Fläche 2009 |
| Flächennutzung          | in Hektar   | in %        | in Hektar   | in %        |
| Gebäude- und Freifläche | 573         | 6,34        | 572         | 6,33        |
| Betriebsfläche          | 10          | 0,11        | 12          | 0,13        |
| Erholungsfläche         | 73          | 0,81        | 75          | 0,83        |
| Verkehrsfläche          | 387         | 4,28        | 390         | 4,32        |
| Landwirtschaftsfläche   | 1.732       | 19,17       | 1.726       | 19,11       |
| Waldfläche              | 6.117       | 67,72       | 6.117       | 67,72       |
| Wasserfläche            | 72          | 0,80        | 71          | 0,79        |
| Sonstige Nutzung        | 69          | 0,76        | 70          | 0,77        |
| Gesamt                  | 9.033       | 100,00      | 9.033       | 100,00      |

## Geschichte

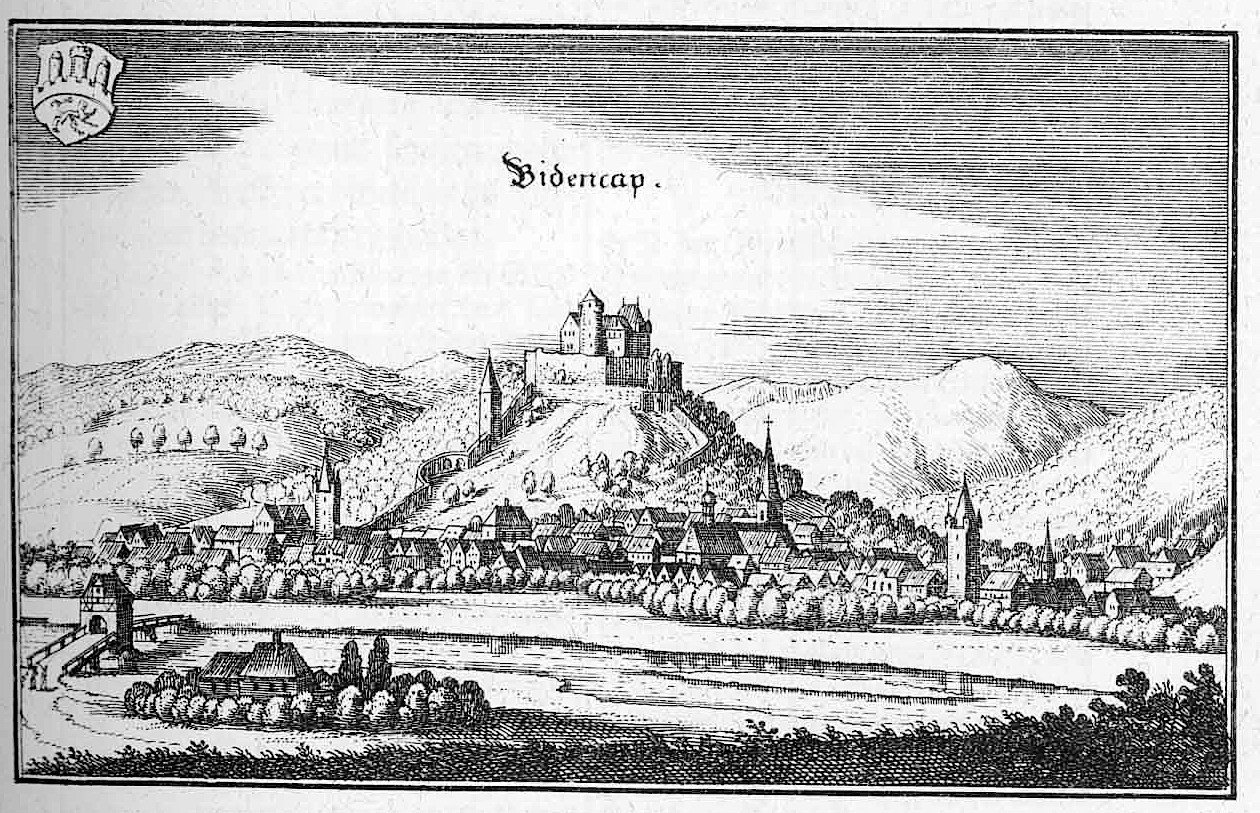
Burg und Stadt Biedenkopf nach einem Stich von Matthäus Merian

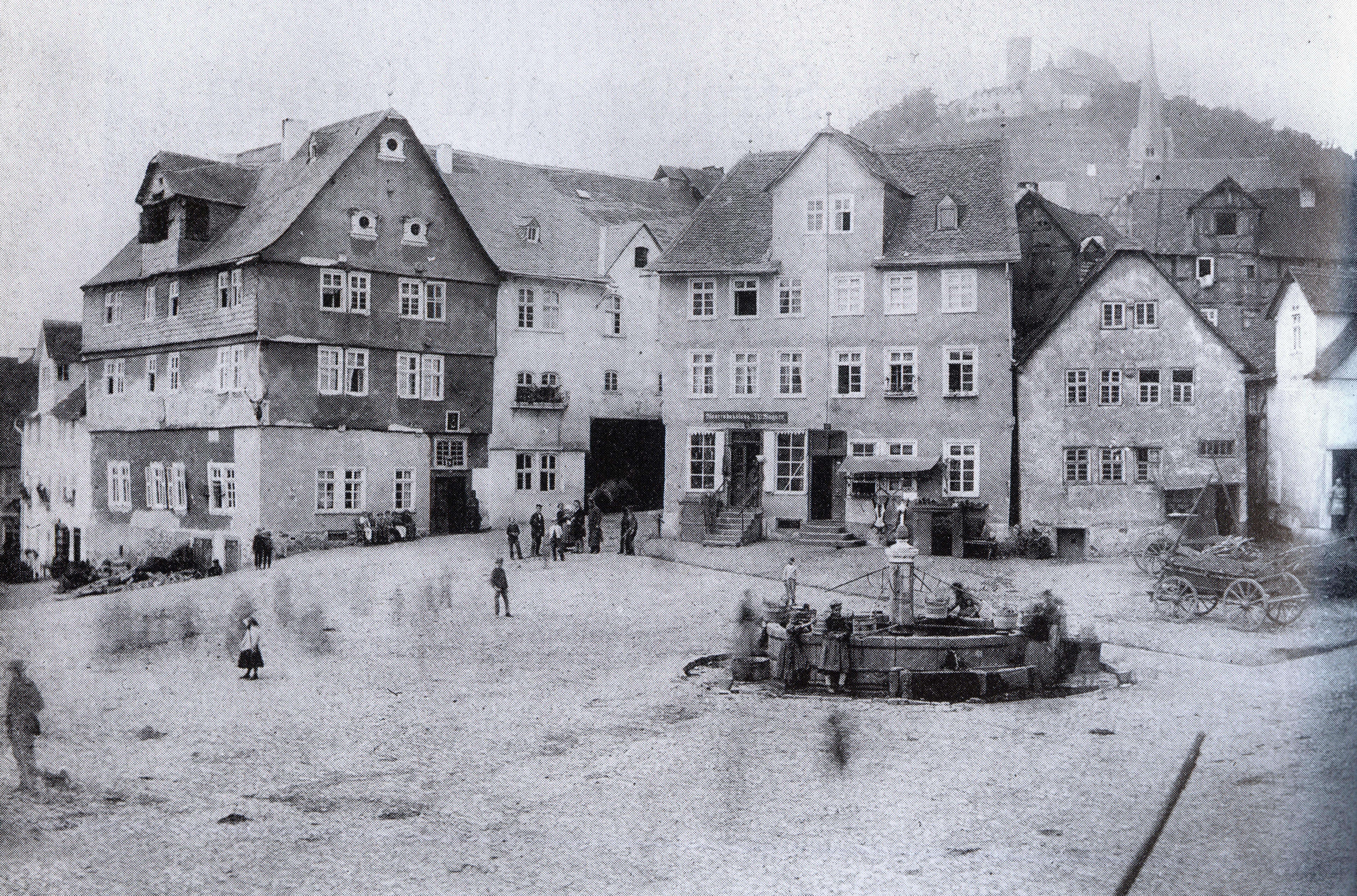
Marktplatz um 1860

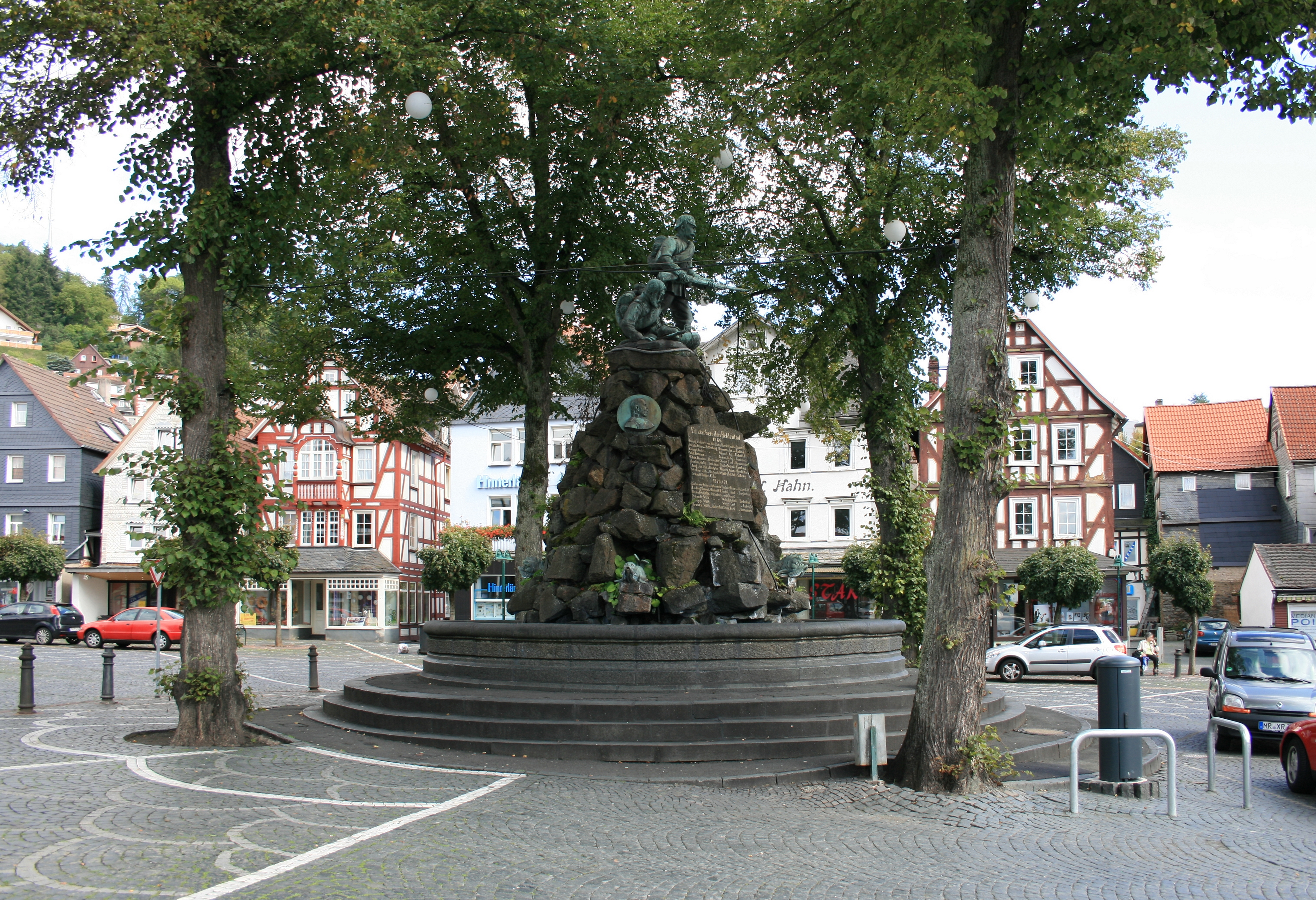
Kreiskriegerdenkmal mit Brunnen auf dem Marktplatz

### Mittelalter
Erstmals wurde Biedenkopf 1196 schriftlich erwähnt, als ein Harmouthdus von Biedencaph als Ministeriale des Kölner Erzbischofs auftrat. Die Familie von Biedencap(h) entstammte der Familie von Hohenfels und erbaute einen Vorgängerbau des Schlosses Biedenkopf. Historisch dokumentierte Erwähnungen des Ortes aus späteren Jahrhunderten sind: Bietencaph (1251), Beydencap (1259), Bydenkapf (1314), Biedinkap (1502) und Biedencopf (1630).
Um 1231 gelangte die Burg in den Besitz des Landgrafen Konrad von Thüringen, der die hessischen Besitzungen der Ludowinger verwaltete und Biedenkopf unterhalb der Burg anlegen ließ. 1302 kam Biedenkopf in den Besitz der Landgrafen von Hessen, welche die Stadt jedoch häufig verpfändeten. Die Stadt wurde Sitz eines eigenständigen Amtes.
Lokale Adelsgeschlechter mit Besitz in Biedenkopf waren:
- die Familie von Breidenbach mit der Hufenburg (einem 1647 im Hessischen Bruderkrieg abgebrannten Adelshof) im sogenannten Hofgarten unterhalb des früheren Felsenkellers,
- die Familie von Döring mit der Döringsburg in der Obergasse,
- die Familie von Schenk mit dem sogenannten Schenkbarschen Haus, einem Fachwerkhaus gegenüber der Kirche.

### Neuzeit
Die Statistisch-topographisch-historische Beschreibung des Großherzogthums Hessen berichtet 1830 über Biedenkopf:

„Biedenkopf (L. Bez. Battenberg) Stadt; liegt an der Lahn, über die eine Brücke führt, am Fuße eines Bergrückens, so wie an der von der Preussischen Grenze nach Giessen führenden Chaussee, 3 St. von Battenberg und 1066 Hess. (820 Par.) Fuß über der Meeresfläche. Die Stadt hat 516 Häuser und 3185 Einw., die außer 7 Kath. evangelisch sind, und ist der Sitz des Landgerichts, des Obereinnehmers, des Steuer-Commissärs und des Forstinspektors des Forsts Biedenkopf, und man findet eine Eisenschmelze und Hammer, die Ludwigshütte genannt, und auf dem Schloßhain eine Burg, 4 Mahlmühlen mit welchen 3 Oel- und 2 Schneidemühlen verbunden sind, einige Walk und Lohmühlen, 2 Ziegelhütten, 1 Posthalterei und 1 Buchdruckerei. Zu den Hauptgewerben gehört die Tuchmanufaktur, die von mehr als 100 Meistern betrieben wird, die zwar gute und besonders gut gefärbte Tücher, aber meist nur ordinäre und nur wenig mittelfeine Waaren fertigen. Auch mehrere Strumpf und Zeuchfabrikanten. Schön- und Schwarzfärber und Hutmacher hat Biedenkopf, so wie auch die Roth- und Weißgerberei stark betrieben wird. Von den übrigen Handwerkern sind besonders die Schuhmacher, Schneider, Bäcker, Metzger, Schreiner, Schmiede und Nagelschmiede in großer Anzahl vorhanden. Die Einwohner ziehen viel Obst, während sie, wegen der kleinen Feldgemarkung, ihren Brodbedarf nur zum Theil gewinnen. Jährlich werden 6 Märkte und darunter 3 Viehmärkte gehalten, welche letztere aber fast zu Nichts herabgesunken sind. Biedenkopf verdankt vielleicht den Grafen von Hohenlinden seine Entstehung. Landgraf Otto, der 1296 von seinem Vater, Landgrafen Heinrich I., mit einem Theil von Oberhessen, auch diesen Ort erhielt, soll das Schloß, das hinter dem Berge lag, vorn auf denselben gebaut haben. Jedoch erscheint Biedenkopf 1304 schon als Stadt, und 1335 wurde mit Erbauung der Vorstadt der Anfang gemacht, und dieselbe durch die Orte Gunzhausen und Dreckershausen, die ihre Häuser hierher stellten, erweitert. Eine Feuersbrunst legte im April 1635 die schöne Döringsburg mit 62 andern Gebäuden in der Stadt, in Asche, und 1637 raffte die Pest die Einwohner bis auf 70 Familien weg, so wie die Stadt 1647 durch ein östreichisches Partheikorps angezündet, abermals 146 Gebäude nebst der Burg des Herrn von Breidenbach verlor. Im 30jährigen Krieg fiel in der Nähe an der Lahn, zwischen den Schweden und Kaiserlichen ein Treffen vor, in welchem erstere geschlagen, und zum Rückzug gezwungen wurden. Abermals erlitt die Stadt durch Brand einen ungeheuren Verlust, indem dieselbe den 28. Juli 1717, als sich die meisten Einwohner gerade auf dem Jacobi Markt zu Battenberg befanden, größtentheils in Asche gelegt wurde. Ueber die kirchlichen Einrichtungen sind wenig Nachrichten vorhanden. Im Jahr 1266 findet sich hier ein Pleban, und 1314 war der Pleban zugleich Dechant des Sitzes in Wetter. Im Jahr 1516 wird eine Pfarrkirche vor den Mauern von Biedenkopf genannt. Die Pfarrkirche in der Stadt war dem heil. Johannes, die außer der Stadt dem heil. Nikolaus und die Hospitalskirche dem heil. Geist geweiht.“

Ab dem 6. Juni 1832 war Biedenkopf Kreisstadt des Kreises Biedenkopf.
In den 1840er Jahren wurde eine Eisenbahnstrecke geplant. Der Bau begann aber erst 1880; die Strecke wurde am 19. März 1883 eröffnet.
Zur Erinnerung an die Gefallenen des Kreises Biedenkopf in den Kriegen von 1866 und 1870/71 wurde vom Kriegerverein 1904 am Marktplatz ein Kriegerdenkmal mitsamt Brunnen errichtet. Vorher stand an dieser Stelle ein Sandstein-Brunnen zur Versorgung der Bevölkerung mit Trinkwasser. Weitere Brunnen dieser Art befanden sich am oberen Marktplatz neben dem ersten Rathaus (heute noch vorhanden) und in der Stadtgasse (Bocksborn).
Um 1933 war Biedenkopf eine Hochburg der NSDAP, die im März 1933 Adolf Hitler zum Ehrenbürger ernannte. Diese Ehrenbürgerschaft wurde ihm – kurioserweise zweimal – aberkannt: 1946 und 2007.
Der Zweite Weltkrieg endete für Biedenkopf mit der Besetzung durch US-amerikanische Truppen am 29. März 1945, 17 Uhr. Der Fernsprech- und Telegrafendienst wurde komplett eingestellt. In der Stadtgasse sägen die Besatzungssoldaten das Fernsprechhäuschen ab und schleppen es als Kriegsbeute weg. Der damalige Bürgermeister Heinrich Klein übergab auf dem Marktplatz dem kommandierenden amerikanischen Offizier die Stadt Biedenkopf mit der Bitte, Leben und Eigentum der Bürger zu schonen.
Nach dem Zweiten Weltkrieg wurde viel neu gebaut, vor allem für Heimatvertriebene. Davon zeugen Straßennamen wie zum Beispiel Donauschwabenstraße oder Sudetenstraße.

### Eingemeindungen
Im Zuge der Gebietsreform in Hessen wurden zum 31. Dezember 1971 die bisher selbstständigen Gemeinden Dexbach, Eckelshausen, Engelbach und Kombach eingegliedert. Am 1. Juli 1974 wurden die Stadt Biedenkopf mit der Stadt Breidenstein, der Gemeinde Wallau (Lahn) und dem Ortsteil Katzenbach der Gemeinde Buchenau (Lahn) kraft Landesgesetz zur neuen Stadt Biedenkopf zusammengeschlossen. Für alle ehemals eigenständigen Gemeinden sowie für die Kernstadt wurde je ein Ortsbezirk mit Ortsbeirat und Ortsvorsteher nach der Hessischen Gemeindeordnung gebildet.
Gleichzeitig verlor Biedenkopf am 1. Juli 1974 den Status als Kreisstadt, denn der Landkreis Biedenkopf, der Landkreis Marburg und die kreisfreie Stadt Marburg wurden zum Landkreis Marburg-Biedenkopf zusammengefasst, mit Marburg als Kreisstadt.

### Verwaltungsgeschichte im Überblick
Die folgende Liste zeigt die Staaten und Verwaltungseinheiten, denen Biedenkopf angehört(e):
- vor 1302: Heiliges Römisches Reich, Zent Dautphe
- ab 1302: Heiliges Römisches Reich, Landgrafschaft Hessen, Amt Biedenkopf
- ab 1567: Heiliges Römisches Reich, Landgrafschaft Hessen-Marburg, Amt Biedenkopf[17]
- 1604–1648: Heiliges Römisches Reich, strittig zwischen Hessen-Kassel und Hessen-Darmstadt (Hessenkrieg)
- ab 1604: Heiliges Römisches Reich, Landgrafschaft Hessen-Kassel, Amt Biedenkopf
- ab 1627: Heiliges Römisches Reich, Landgrafschaft Hessen-Darmstadt, Amt Biedenkopf[18][19]
- ab 1806: Großherzogtum Hessen,[Anm. 2] Fürstentum Oberhessen (1803–1816), Amt Biedenkopf[20]
- ab 1816: Großherzogtum Hessen, Provinz Oberhessen, Amt Biedenkopf[21]
- ab 1821: Großherzogtum Hessen, Provinz Oberhessen, Landratsbezirk Battenberg[Anm. 3][19]
- ab 1832: Großherzogtum Hessen, Provinz Oberhessen, Kreis Biedenkopf
- ab 1848: Großherzogtum Hessen, Regierungsbezirk Biedenkopf
- ab 1852: Großherzogtum Hessen, Provinz Oberhessen, Kreis Biedenkopf
- ab 1867: Norddeutscher Bund, Königreich Preußen,[Anm. 4] Provinz Hessen-Nassau, Regierungsbezirk Wiesbaden, Kreis Biedenkopf (übergangsweise Hinterlandkreis)
- ab 1871: Deutsches Reich, Königreich Preußen, Provinz Hessen-Nassau, Regierungsbezirk Wiesbaden, Kreis Biedenkopf
- ab 1918: Deutsches Reich, Freistaat Preußen, Provinz Hessen-Nassau, Regierungsbezirk Wiesbaden, Kreis Biedenkopf
- ab 1932: Deutsches Reich, Freistaat Preußen, Provinz Hessen-Nassau, Regierungsbezirk Wiesbaden, Landkreis Dillenburg
- ab 1933: Deutsches Reich, Freistaat Preußen, Provinz Hessen-Nassau, Regierungsbezirk Wiesbaden, Landkreis Biedenkopf
- ab 1944: Deutsches Reich, Freistaat Preußen, Provinz Nassau, Landkreis Biedenkopf
- ab 1945: Deutsches Reich, Amerikanische Besatzungszone,[Anm. 5] Groß-Hessen, Regierungsbezirk Wiesbaden, Landkreis Biedenkopf
- ab 1946: Deutsches Reich, Amerikanische Besatzungszone, Hessen, Regierungsbezirk Wiesbaden, Landkreis Biedenkopf
- ab 1949: Bundesrepublik Deutschland, Hessen, Regierungsbezirk Wiesbaden, Landkreis Biedenkopf
- ab 1968: Bundesrepublik Deutschland, Hessen, Regierungsbezirk Darmstadt, Landkreis Biedenkopf
- ab 1974: Bundesrepublik Deutschland, Hessen, Regierungsbezirk Kassel, Landkreis Marburg-Biedenkopf
- ab 1981: Bundesrepublik Deutschland, Hessen, Regierungsbezirk Gießen, Landkreis Marburg-Biedenkopf

## Bevölkerung

### Einwohnerstruktur 2011
Nach den Erhebungen des Zensus 2011 lebten am Stichtag, dem 9. Mai 2011, in Biedenkopf 13.691 Einwohner. Darunter waren 1028 (7,5 %) Ausländer, von denen 189 aus dem EU-Ausland, 664 aus anderen europäischen Ländern und 175 aus anderen Staaten kamen. Von den deutschen Einwohnern hatten 7,3 % einen Migrationshintergrund. (Bis zum Jahr 2020 erhöhte sich die Ausländerquote auf 12,4 %.) Nach dem Lebensalter waren 2335 Einwohner unter 18 Jahren, 5524 zwischen 18 und 49, 2712 zwischen 50 und 64 und 3125 Einwohner waren älter. Die Einwohner lebten in 5853 Haushalten. Davon waren 1839 Singlehaushalte, 1649 Paare ohne Kinder und 1721 Paare mit Kindern, sowie 511 Alleinerziehende und 133 Wohngemeinschaften. In 1362 Haushalten lebten ausschließlich Senioren und in 3696 Haushaltungen lebten keine Senioren.

### Einwohnerentwicklung
| Quelle: Historisches Ortslexikon |                                                                    |
| • 1464:                          | 0100 eingesessene Bürger                                           |
| • 1502:                          | 0101 Bürger                                                        |
| • 1577:                          | 0180 Hausgesesse                                                   |
| • 1630:                          | 0148 Hausgesesse                                                   |
| • 1677:                          | 0021 Freie, 131 Hausgesesse (davon 17 Witwen), 46 ledige Personen. |
| • 1742:                          | 0250 Haushalte                                                     |
| • 1791:                          | 2590 Einwohner                                                     |
| • 1800:                          | 2560 Einwohner                                                     |
| • 1806:                          | 2487 Einwohner, 442 Häuser                                         |
| • 1829:                          | 3185 Einwohner, 216 Häuser                                         |

| Biedenkopf: Einwohnerzahlen von 1791 bis 2020 | Biedenkopf: Einwohnerzahlen von 1791 bis 2020 | Biedenkopf: Einwohnerzahlen von 1791 bis 2020 | Biedenkopf: Einwohnerzahlen von 1791 bis 2020 | Biedenkopf: Einwohnerzahlen von 1791 bis 2020 |
| --- | --------------------------------------------- | --------------------------------------------- | --------------------------------------------- | --------------------------------------------- |
| Jahr |                                               |                                               |                                               | Einwohner                                     |
| 1791 | 1791                                          |                                               | 2.590                                         | 2.590                                         |
| 1800 | 1800                                          |                                               | 2.560                                         | 2.560                                         |
| 1806 | 1806                                          |                                               | 2.487                                         | 2.487                                         |
| 1829 | 1829                                          |                                               | 3.185                                         | 3.185                                         |
| 1834 | 1834                                          |                                               | 3.150                                         | 3.150                                         |
| 1840 | 1840                                          |                                               | 3.374                                         | 3.374                                         |
| 1846 | 1846                                          |                                               | 3.411                                         | 3.411                                         |
| 1852 | 1852                                          |                                               | 3.015                                         | 3.015                                         |
| 1858 | 1858                                          |                                               | 2.938                                         | 2.938                                         |
| 1864 | 1864                                          |                                               | 2.826                                         | 2.826                                         |
| 1871 | 1871                                          |                                               | 2.746                                         | 2.746                                         |
| 1875 | 1875                                          |                                               | 2.747                                         | 2.747                                         |
| 1885 | 1885                                          |                                               | 2.825                                         | 2.825                                         |
| 1895 | 1895                                          |                                               | 2.821                                         | 2.821                                         |
| 1905 | 1905                                          |                                               | 2.919                                         | 2.919                                         |
| 1910 | 1910                                          |                                               | 3.015                                         | 3.015                                         |
| 1925 | 1925                                          |                                               | 3.284                                         | 3.284                                         |
| 1939 | 1939                                          |                                               | 3.912                                         | 3.912                                         |
| 1946 | 1946                                          |                                               | 6.001                                         | 6.001                                         |
| 1950 | 1950                                          |                                               | 6.251                                         | 6.251                                         |
| 1956 | 1956                                          |                                               | 6.504                                         | 6.504                                         |
| 1961 | 1961                                          |                                               | 6.703                                         | 6.703                                         |
| 1967 | 1967                                          |                                               | 7.165                                         | 7.165                                         |
| 1972 | 1972                                          |                                               | 9.689                                         | 9.689                                         |
| 1975 | 1975                                          |                                               | 14.873                                        | 14.873                                        |
| 1980 | 1980                                          |                                               | 14.536                                        | 14.536                                        |
| 1985 | 1985                                          |                                               | 14.427                                        | 14.427                                        |
| 1990 | 1990                                          |                                               | 14.394                                        | 14.394                                        |
| 1995 | 1995                                          |                                               | 14.317                                        | 14.317                                        |
| 2000 | 2000                                          |                                               | 14.029                                        | 14.029                                        |
| 2005 | 2005                                          |                                               | 13.700                                        | 13.700                                        |
| 2010 | 2010                                          |                                               | 13.219                                        | 13.219                                        |
| 2011 | 2011                                          |                                               | 13.691                                        | 13.691                                        |
| 2015 | 2015                                          |                                               | 13.685                                        | 13.685                                        |
| 2020 | 2020                                          |                                               | 13.494                                        | 13.494                                        |
| Datenquelle: Historisches Gemeindeverzeichnis für Hessen: Die Bevölkerung der Gemeinden 1834 bis 1967. Wiesbaden: Hessisches Statistisches Landesamt, 1968. Weitere Quellen: ; 1972:; ab 1975:; Zensus 2011 Ab 1972 einschließlich der im Zuge der Gebietsreform in Hessen eingegliederten Orte. |                                               |                                               |                                               |                                               |

### Historische Erwerbstätigkeit
| Quelle: Historisches Ortslexikon | |
| • 1639:                          | Gewerbe: 11 Schuhmacher, 10 Wollenweber, 1 Färber, 3 Schmiede, 4 Schlosser, 1 Zimmermann, 2 Maurer, 6 Bäcker, 2 Schneider, 3 Gerber, 2 Leineweber, 1 Hammerschmied, 1 Dreher, 1 Wagner, 2 Metzger, 1 Bierbrauer, 1 Fuhrmann. |
| • 1867:                          | Erwerbspersonen: 337 Landwirtschaft, 17 Forstwirtschaft, 93 Bergbau und Hüttenwesen, 132 Gewerbe und Handwerk, 60 Handel, 69 Verkehr, 83 persönliche Dienstleistungen, 7 Gesundheitspflege, 7 Erziehung und Unterricht, 6 Kirche und Gottesdienst, 6 Staatsverwaltung, 7 Justiz, 3 Armee, 14 Gemeindeverwaltung, 91 Personen ohne Berufsausübung, 249 Personen ohne Berufsangabe. |
| • 1961:                          | Erwerbspersonen: 116 Land- und Forstwirtschaft, 1483 produzierendes Gewerbe, 514 Handel und Verkehr, 815 Dienstleistungen und Sonstiges. |

## Religion
Historische Religionszugehörigkeit 
| Quelle: Historisches Ortslexikon | |
| • 1830:                          | 3178 evangelische, 7 katholische Einwohner |
| • 1885:                          | 2763 evangelische, 42 katholische, 12 andere Christen, 6 jüdische, 2 andere Einwohner                                                                                            |
| • 1961:                          | 5165 evangelische (= 77,06 %), 1368 katholische (= 20,41 %) Einwohner |
| • 1987:                          | 10.262 evangelische (= 72,0 %), 2000 katholische (= 14,0 %), 1982 sonstige (= 14,0 %) Einwohner                                                                                  |
| • 2011:                          | 8750 evangelische (= 64,1 %), 1330 katholische (= 9,8 %), 410 freikirchliche (= 3,0 %), 160 orthodoxe (= 1,2 %), 390 andersgläubig (= 2,9 %), 2560 sonstige (= 18,8 %) Einwohner |

Historisch bedingt ist die Bevölkerung der Kernstadt Biedenkopf überwiegend evangelisch-lutherisch geprägt. Die vormals geringe Minderheit der katholischen Bevölkerung erhielt in den Nachkriegsjahren des Zweiten Weltkriegs durch den Zuzug von Flüchtlingen und Vertriebenen eine deutlich größere Relevanz. Als christliche Gemeinden sind in Biedenkopf die evangelisch-lutherische Kirchengemeinde (Stadtkirche in der Oberstadt, Hospitalkirche in der Hospitalstraße), die römisch-katholische Kirchengemeinde St. Josef (Pfarrkirche St. Josef in der Hainstraße, Kirche St. Elisabeth in der Hospitalstraße) sowie die Freie evangelische Gemeinde (Gemeindehaus in der Schulstraße, Jugendwerk & Jugend-Café „Lifetime“ in der Hainstraße) vertreten.
Aufgrund der Größe teilt sich die evangelisch-lutherische Kirchengemeinde administrativ in zwei Bezirke auf, den West- und den Ost-Bezirk.
Türkische Muslime besuchen die „Yunus Emre Camii“-DİTİB-Moschee in der Industriestraße.

## Politik

### Stadtverordnetenversammlung
Die Kommunalwahl am 14. März 2021 lieferte folgendes Ergebnis, in Vergleich gesetzt zu früheren Kommunalwahlen:
| Sitzverteilung in der Stadtverordnetenversammlung 2021Insgesamt 37 Sitze - SPD: 8 - Grüne: 2 - BB: 7 - ZfB: 6 - UBL: 6 - FDP: 1 - CDU: 7 | Parteien und Wählergemeinschaften | Parteien und Wählergemeinschaften                    | 2021  | 2021  | 2016  | 2016  | 2011  | 2011  | 2006  | 2006  | 2001  | 2001  |
| Sitzverteilung in der Stadtverordnetenversammlung 2021Insgesamt 37 Sitze - SPD: 8 - Grüne: 2 - BB: 7 - ZfB: 6 - UBL: 6 - FDP: 1 - CDU: 7 | Parteien und Wählergemeinschaften | Parteien und Wählergemeinschaften                    | %     | Sitze | %     | Sitze | %     | Sitze | %     | Sitze | %     | Sitze |
| Sitzverteilung in der Stadtverordnetenversammlung 2021Insgesamt 37 Sitze - SPD: 8 - Grüne: 2 - BB: 7 - ZfB: 6 - UBL: 6 - FDP: 1 - CDU: 7 | SPD                               | Sozialdemokratische Partei Deutschlands              | 20,4  | 8     | 34,3  | 13    | 37,6  | 14    | 33,6  | 12    | 40,6  | 15    |
| Sitzverteilung in der Stadtverordnetenversammlung 2021Insgesamt 37 Sitze - SPD: 8 - Grüne: 2 - BB: 7 - ZfB: 6 - UBL: 6 - FDP: 1 - CDU: 7 | BB                                | Bürgerblock Biedenkopf                               | 19,8  | 7     | 24,4  | 9     | 19,2  | 7     | 18,6  | 7     | —     | —     |
| Sitzverteilung in der Stadtverordnetenversammlung 2021Insgesamt 37 Sitze - SPD: 8 - Grüne: 2 - BB: 7 - ZfB: 6 - UBL: 6 - FDP: 1 - CDU: 7 | CDU                               | Christlich Demokratische Union Deutschlands          | 18,1  | 7     | 24,1  | 9     | 27,9  | 10    | 31,6  | 12    | 32,6  | 12    |
| Sitzverteilung in der Stadtverordnetenversammlung 2021Insgesamt 37 Sitze - SPD: 8 - Grüne: 2 - BB: 7 - ZfB: 6 - UBL: 6 - FDP: 1 - CDU: 7 | ZfB                               | Zukunft für Biedenkopf                               | 17,0  | 6     | —     | —     | —     | —     | —     | —     | —     | —     |
| Sitzverteilung in der Stadtverordnetenversammlung 2021Insgesamt 37 Sitze - SPD: 8 - Grüne: 2 - BB: 7 - ZfB: 6 - UBL: 6 - FDP: 1 - CDU: 7 | UBL                               | Unabhängige Bürgerliche Liste                        | 15,4  | 6     | 12,9  | 5     | 12,1  | 5     | 11,8  | 4     | —     | —     |
| Sitzverteilung in der Stadtverordnetenversammlung 2021Insgesamt 37 Sitze - SPD: 8 - Grüne: 2 - BB: 7 - ZfB: 6 - UBL: 6 - FDP: 1 - CDU: 7 | Grüne                             | Bündnis 90/Die Grünen                                | 5,8   | 2     | —     | —     | —     | —     | —     | —     | —     | —     |
| Sitzverteilung in der Stadtverordnetenversammlung 2021Insgesamt 37 Sitze - SPD: 8 - Grüne: 2 - BB: 7 - ZfB: 6 - UBL: 6 - FDP: 1 - CDU: 7 | FDP                               | Freie Demokratische Partei                           | 3,6   | 1     | 4,3   | 1     | 3,1   | 1     | 4,4   | 2     | 2,3   | 1     |
| Sitzverteilung in der Stadtverordnetenversammlung 2021Insgesamt 37 Sitze - SPD: 8 - Grüne: 2 - BB: 7 - ZfB: 6 - UBL: 6 - FDP: 1 - CDU: 7 | BB/UBL                            | Bürgerblock Biedenkopf/Unabhängige Bürgerliche Liste | —     | —     | —     | —     | —     | —     | —     | —     | 19,0  | 7     |
| Sitzverteilung in der Stadtverordnetenversammlung 2021Insgesamt 37 Sitze - SPD: 8 - Grüne: 2 - BB: 7 - ZfB: 6 - UBL: 6 - FDP: 1 - CDU: 7 | REP                               | Die Republikaner                                     | —     | —     | —     | —     | —     | —     | —     | —     | 5,4   | 2     |
| Sitzverteilung in der Stadtverordnetenversammlung 2021Insgesamt 37 Sitze - SPD: 8 - Grüne: 2 - BB: 7 - ZfB: 6 - UBL: 6 - FDP: 1 - CDU: 7 | Gesamt                            | Gesamt                                               | 100,0 | 37    | 100,0 | 37    | 100,0 | 37    | 100,0 | 37    | 100,0 | 37    |
| Sitzverteilung in der Stadtverordnetenversammlung 2021Insgesamt 37 Sitze - SPD: 8 - Grüne: 2 - BB: 7 - ZfB: 6 - UBL: 6 - FDP: 1 - CDU: 7 | Ungültige Stimmen in %            | Ungültige Stimmen in %                               | 2,5   | —     | 3,2   | —     | 2,5   | —     | 3,2   | —     | 2,8   | —     |
| Sitzverteilung in der Stadtverordnetenversammlung 2021Insgesamt 37 Sitze - SPD: 8 - Grüne: 2 - BB: 7 - ZfB: 6 - UBL: 6 - FDP: 1 - CDU: 7 | Wahlbeteiligung in %              | Wahlbeteiligung in %                                 | 50,2  | 50,2  | 47,1  | 47,1  | 45,0  | 45,0  | 42,8  | 42,8  | 52,0  | 52,0  |

### Bürgermeister

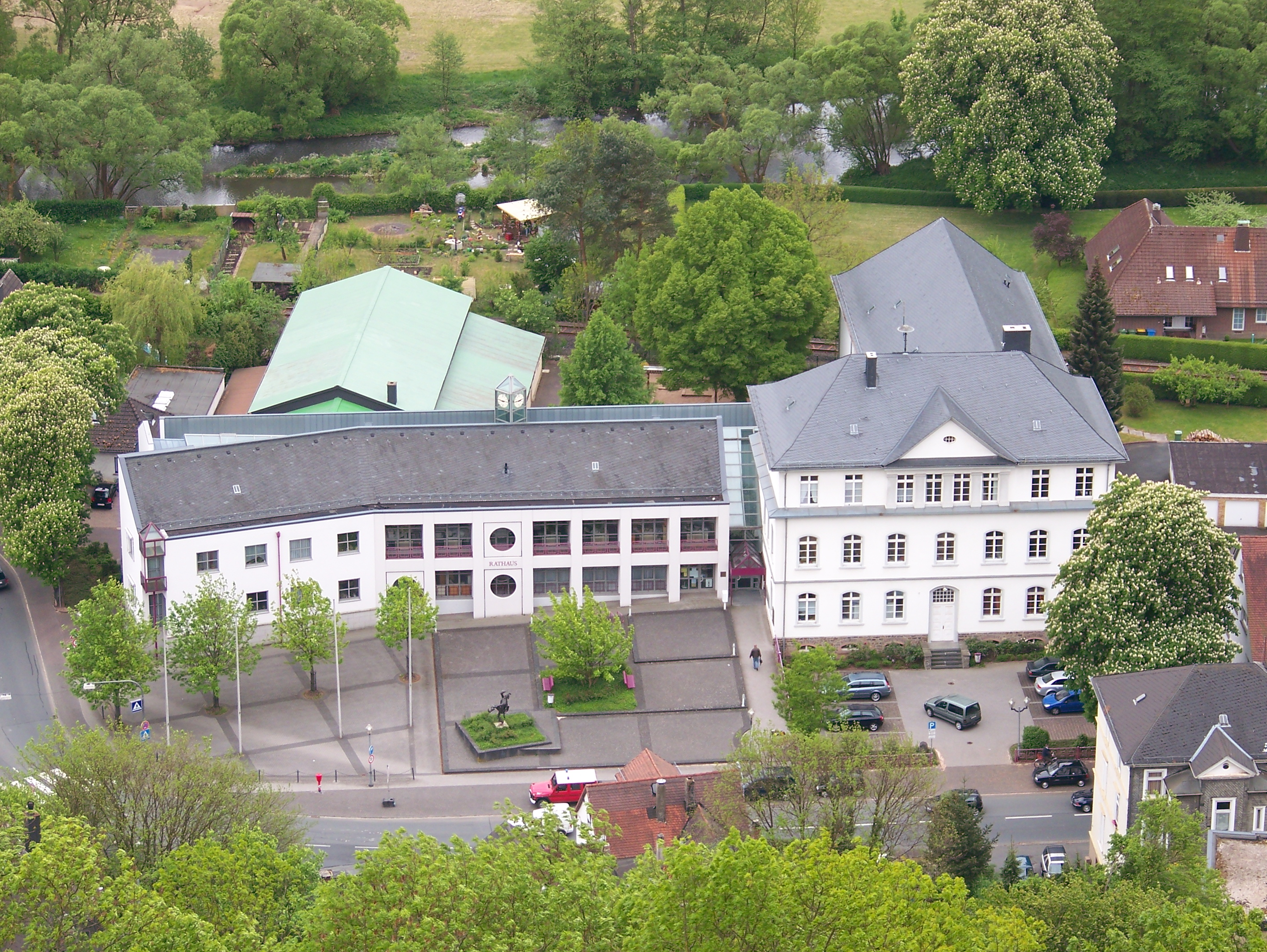
Neues Rathaus

Nach der hessischen Kommunalverfassung wird der Bürgermeister für eine sechsjährige Amtszeit gewählt, seit dem Jahr 1993 in einer Direktwahl, und ist Vorsitzender des Magistrats, dem in der Stadt Biedenkopf neben dem Bürgermeister ehrenamtlich ein Erster Stadtrat und acht weitere Stadträte angehören. Bürgermeister ist seit dem 8. Januar 2023 Jochen Achenbach (CDU). Er wurde als Nachfolger von Joachim Thiemig (SPD), der nach zwei Amtszeiten nicht wieder kandidiert hatte, am 18. September 2022 im ersten Wahlgang bei 46,12 Prozent Wahlbeteiligung mit 79,08 Prozent der Stimmen gewählt.
Die Liste der Bürgermeister ist seit 1310 überliefert. Aus Gründen der Übersichtlichkeit und der Aktualität sind nachfolgend nur die hauptamtlichen Amtsinhaber seit 1868 dargestellt.
| Amtszeit  | Name                        |
| --------- | --------------------------- |
| 2023–2029 | Jochen Achenbach (CDU)      |
| 2011–2023 | Joachim Thiemig (SPD)       |
| 1993–2011 | Karl Hermann Bolldorf (CDU) |
| 1981–1993 | Martin Müller               |
| 1973–1981 | Axel Elgeti                 |
| 1954–1972 | Kurt Schwerdt               |
| 1945–1954 | Carl Hillenbrand            |
| 1937–1945 | Heinrich Klein              |
| 1934–1937 | Wilhelm Thiele              |
| 1933–1934 | Otto Jäger                  |
| 1924–1933 | Konrad Stückrath            |
| 1923–1924 | Karl Thöne                  |
| 1895–1923 | Ferdinand Grünewald         |
| 1868–1895 | Jakob Unverzagt             |

### Ortsbeirat
- SPD: 2
- BB: 4
- FDP: 1
- CDU: 2

- BB = Bürgerblock Biedenkopf

Die Kernstadt Biedenkopf verfügt als Ortsbezirk über einen Ortsbeirat, bestehend aus neun Mitgliedern, dessen Vorsitzender ein Ortsvorsteher ist. Bei den Kommunalwahlen in Hessen 2021 betrug die Wahlbeteiligung zum Ortsbeirat 49,87 %. Der Ortsbeirat wählte Heinz Olbert (Bürgerblock Biedenkopf) zum Ortsvorsteher.

### Wappen
| Wappen von Biedenkopf | Blasonierung: „In Blau über silberner Zinnenmauer drei silberne Türme – der mittlere bezinnt, die beiden kleineren Seitentürme mit rotem Kegeldach und goldenem Knauf; beiderseits des Mitteldachs ein goldenes Vierblatt; unter der Mauer in Rot ein schreitender goldener Löwe.“ |
| Wappen von Biedenkopf | Wappenbegründung: Das Wappen stellt das in einen Schild gesetzte farbige Stadtsiegel dar. Dieses ist seit 1259 bekannt und seit 1266 urkundlich belegt. Das Siegel zeigt eine Stadtmauer und einen Löwen im Sockel. Der Löwe ist höchstwahrscheinlich der Hessenlöwe, da die Stadt seit jeher im Besitz der Landgrafen von Hessen war. Das Siegel zeigt jedoch nicht die klassischen weiß-roten Balken auf dem Löwen. Der Löwe wird meist als Löwe der Welfen dargestellt, die viel nördlicher in Deutschland herrschten. Der Ursprung der Farbe ist somit unklar. Zwischendurch gab es immer wieder Darstellungen des Wappens, die eindeutiger den Hessenlöwen zeigten. Das Wappen wurde bereits 1908/09 amtlich gebilligt und nach der Gebietsreform erneut am 24. Juli 1975 vom Hessischen Minister des Innern genehmigt. |

### Flagge
Am 20. August 1976 genehmigte der Hessische Minister des Innern die Flagge mit folgender Beschreibung:

„Die Flagge der Stadt Biedenkopf zeigt auf zwei gleichbreiten Bahnen von Rot und Weiß in der oberen Hälfte das Wappen der Stadt.“

Eine amtliche Hissflagge führt die Stadt nicht. Lokal wird jedoch, angelehnt an die Bannerflagge, eine rot-weiße Flaggenbahn, belegt mit dem Stadtwappen verwendet. Die Farben der Flagge leiten sich vom Wappen ab und stehen für die Zugehörigkeit zu Hessen.

### Städtepartnerschaften
Biedenkopf unterhält mit folgenden Städten eine Städtepartnerschaft:
- La Charité-sur-Loire, Frankreich (seit 1960)
- Cogoleto, Italien (seit 1963)
- Oostduinkerke-aan-Zee, Ortsteil von Koksijde, Belgien (seit 1966)
- Wépion-sur-Meuse, eingemeindet nach Namur, Belgien (seit 1974)
- Kecskéd, Ungarn (seit 1989)
- Neustadt an der Orla, Deutschland (seit 1991)[51]

Dem Beispiel anderer Städte folgend, hat Biedenkopf im Jahre 1960 damit begonnen, Städtepartnerschaften mit anderen europäischen Städten einzugehen, um einen Beitrag zur friedlichen Entwicklung Europas zu leisten. Die erste Städtepartnerschaft wurde mit dem französischen Ort La Charité sur Loire eingegangen. Das 50-jährige Jubiläum dieser Verschwisterung ist im Jahre 2010 gewürdigt worden. In der Folge wurde ein Verschwisterungsverein gegründet und weitere Städte aus anderen Nationen konnten in die gelebte europäische Partnerschaft integriert werden; nach der Wiedervereinigung kam mit Neustadt an der Orla auch eine ostdeutsche Gemeinde aus Thüringen hinzu. Als sogenannte 4-Städte-Treffen (später: 5-Städte-Treffen) werden im jährlichen Wechsel gemeinsame Jugendaustauschprogramme mit Feriencamps organisiert. Diese werden durch Freundschaftsbesuche zwischen Schulen Biedenkopfs und seiner Partnerstädte ergänzt. Die Feuerwehren aus dem belgischen Küstenort Oostduinkerke und Biedenkopf unterhalten ebenfalls regelmäßige Kontakte. Einzig der Kontakt zur italienischen Gemeinde Cogoleto ist in den letzten Jahrzehnten eingeschlafen.
Zur Würdigung des Engagements in den partnerschaftlichen Beziehungen wurde die Stadt 1985 mit der Ehrenfahne des Europarates ausgezeichnet.

## Kultur und Sehenswürdigkeiten

### Biedenkopf in der Literatur
Biedenkopf ist der ungenannte Schauplatz des Romans Fix und Fertig von Wolfgang Gabel (Beltz & Gelberg Verlag, 1978) sowie als „Bergenstadt“ verfremdet in Stephan Thomes Roman Grenzgang (Suhrkamp Verlag, 2009). Als „Bergwald“ ist Biedenkopf das Ziel von Rico in Andreas Steinhöfels Roman Rico, Oskar und das Mistverständnis (Carlsen Verlag 2020). Der in Biedenkopf aufgewachsene Sohn des gleichnamigen ersten Nachkriegsbürgermeisters Karl Hillenbrand schildert in seinem Buch Kottenbacher Geschichten oder Der Krieg fand eigentlich woanders statt (Scherz Verlag, 1981) Kindheitserinnerungen.

### Museen

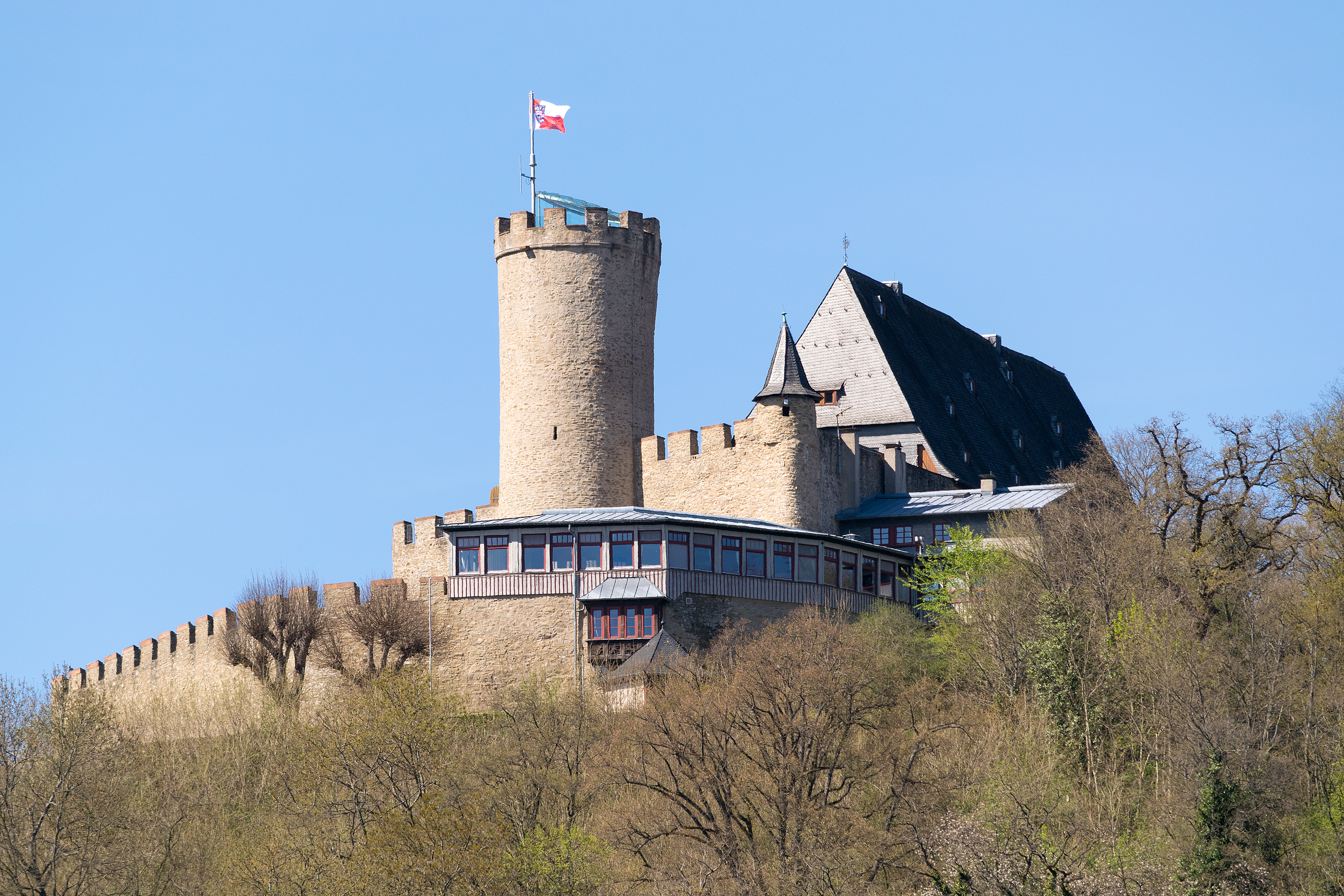
Schloss Biedenkopf

Neben dem Hinterlandmuseum im Schloss Biedenkopf gehören der Schartenhof in Eckelshausen, das Dorfmuseum Wallau, die Dorfstube Engelbach, ein privates Holder (Traktor)-Museum in Engelbach sowie das ebenfalls private Ikonen- und Textilmuseum „Schenkbarsches Haus Museum“ in der Oberstadt zur Museumslandschaft Biedenkopfs.

### Musik
Das internationale Kammermusikfestival Eckelshausener Musiktage findet jährlich im Mai/Juni statt.
Seit 2013 finden im Innenhof des Landgrafenschlosses jeweils im Sommer die Schlossfestspiele statt, veranstaltet vom Eigenbetrieb Freizeit, Erholung und Kultur der Stadt Biedenkopf. Deren Konzept sieht vor, deutschsprachige Musicals zu lokalen historischen Themen neu zu entwickeln und aufzuführen. Das über 100 Mitglieder zählende Ensemble (inkl. Liveband) besteht zum Teil aus national und international tätigen Musicalprofis, überwiegend aber aus mehreren Dutzend lokaler Laiendarsteller. Bislang wurden drei Produktionen präsentiert: in den Jahren 2013 und 2014 Eingefädelt, eine Geschichte aus dem 16. Jahrhundert über die Befreiung Philipp des Großmütigen durch Biedenkopfer Tuchhändler, 2015 und 2016 Der Postraub, angelehnt an den historisch belegten Postraub in der Subach von Anfang des 19. Jahrhunderts (bereits bekannt geworden durch eine Verfilmung). 2017 hatte das Musical Die Hatzfeldt Premiere; es handelt von Gräfin Sophie von Hatzfeldt und ihrem Mitstreiter Ferdinand Lassalle als Figuren der ersten deutschen Demokratiebewegung im Vormärz 1848.
Nach kurzlebigen Vorgängervereinen unter dem Turnverein und der Freiwilligen Feuerwehr existiert seit 1970 in der Kernstadt Biedenkopf ein Spielmannszug als eingetragener Verein, zeitweise mit einer eigenen Jugendabteilung; 1989 errang er die Hessenmeisterschaft. Biedenkopf verfügt zudem über mehrere Gesangvereine, ein Harmonika-Orchester (gegründet 1956) und eine Mundharmonika-Gruppe. Das Kammerorchester Lahn wurde 1994 gegründet und ist ein Streichorchester, das Kammerkonzerte in der Region gestaltet. Die Weifenbacher Musikanten repräsentieren die jahrzehntelange Tradition der dort ansässigen Musikkapellen. Im „Musikantendorf“ Weifenbach gibt es unter anderem noch drei Gesangvereine: den MGV 1885 Weifenbach, den Frauenchor Weifenbach und seit 2005 den gemischten Chor „Let’s sing“. In allen anderen Stadtteilen sind weitere Laienchöre aktiv. Seit 1954 existiert eine Trachtentanzgruppe in Biedenkopf, zeitweilig mit einer separaten Kindergruppe.

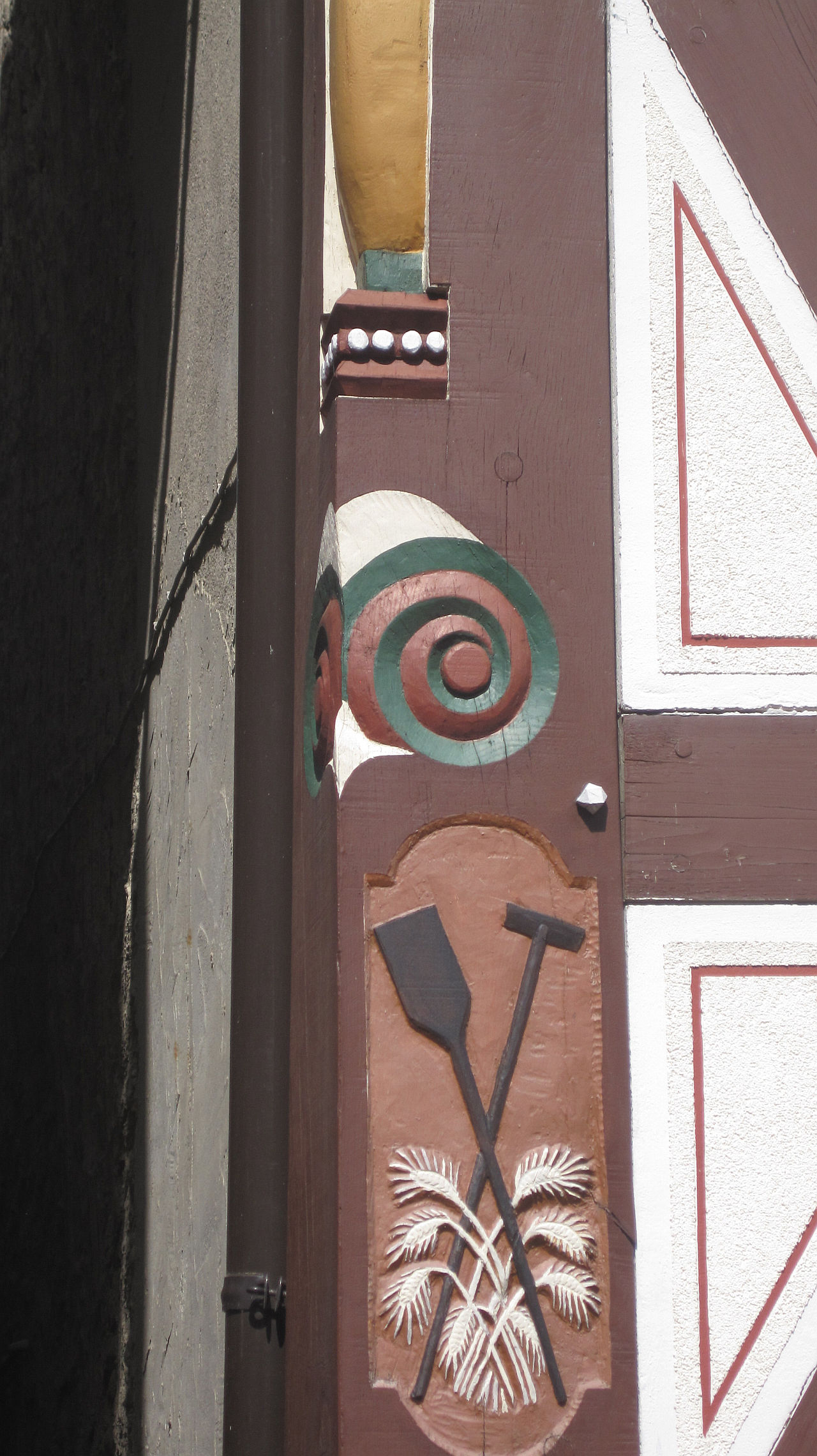
Fachwerk-Detail

### Bauwerke
In der Altstadt von Biedenkopf haben sich zahlreiche Fachwerkhäuser erhalten, deren ältestes das landgräfliche Amtshaus an der Kirche ist, das als „Schenkbarsches Haus“ bekannt ist.
Oberhalb der Stadt liegt die Burg Schloss Biedenkopf aus dem 14. Jahrhundert. Heute beherbergt sie das Hinterlandmuseum.
Ein stadtbildprägendes Gebäude ist die denkmalgeschützte evangelische Stadtkirche im alten Stadtkern.
Nahe des Ortseingangs befindet sich die 1888–89 erbaute katholische Pfarrkirche St. Elisabeth.

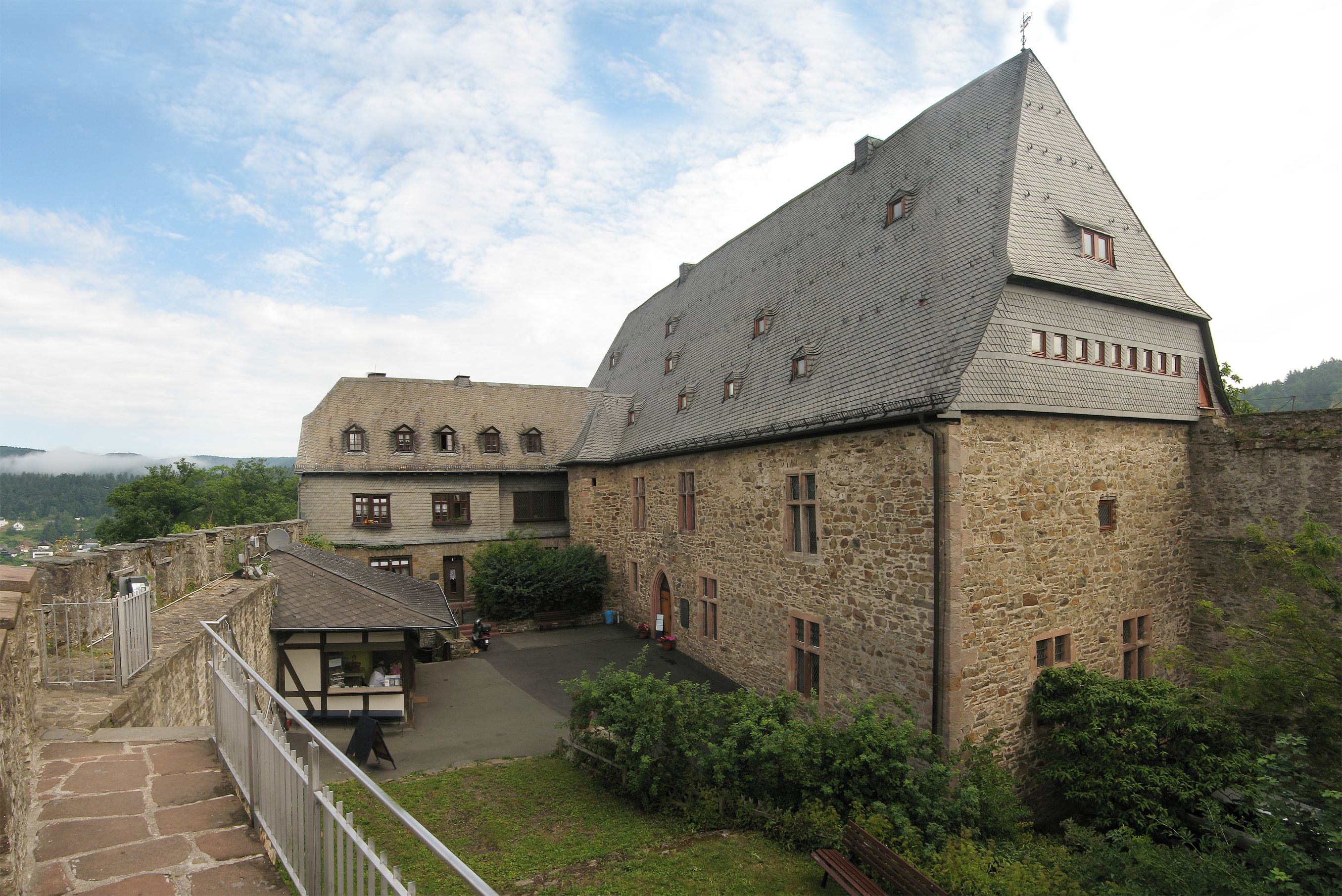
Schloss
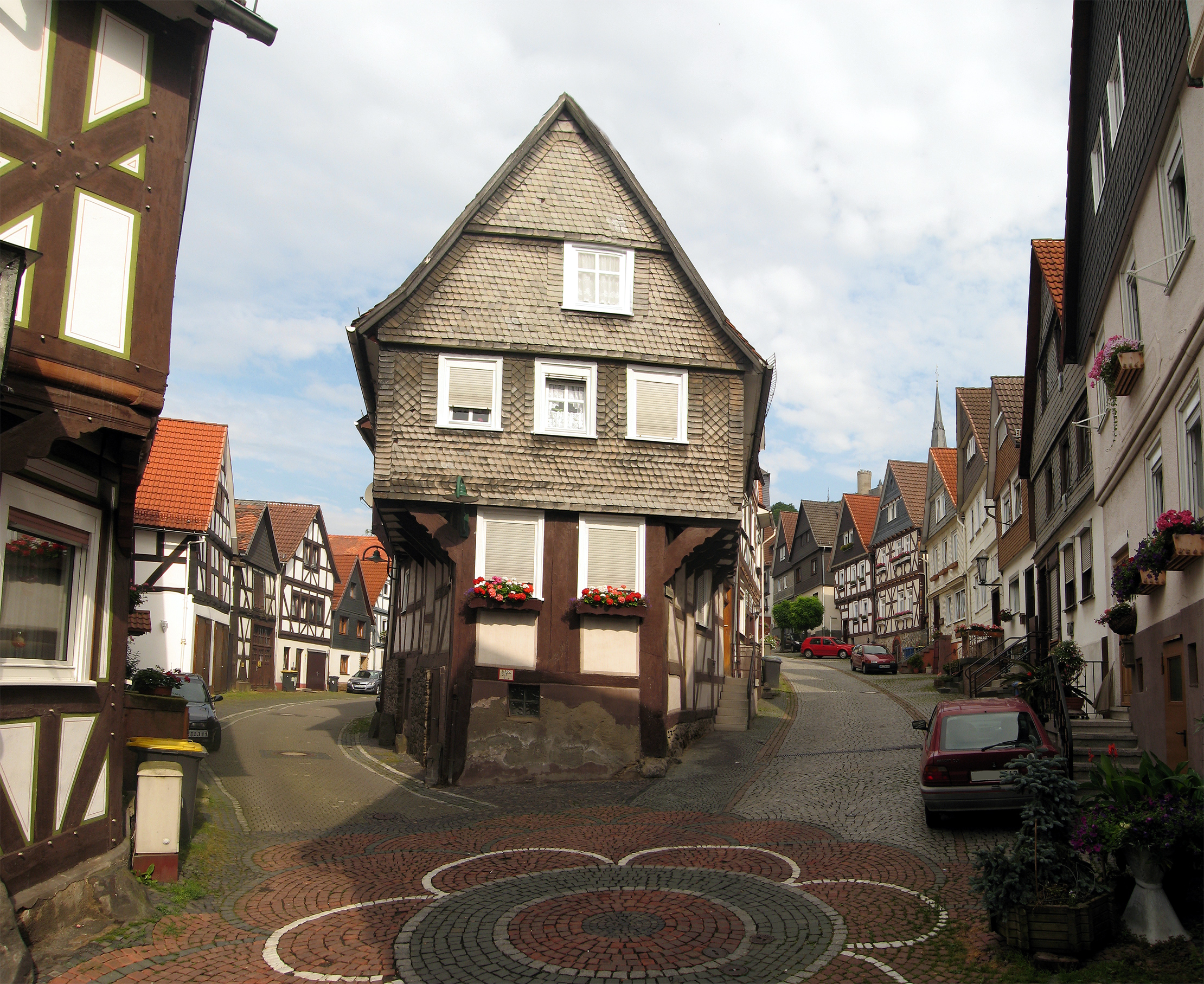
Untergasse/Stadtgasse
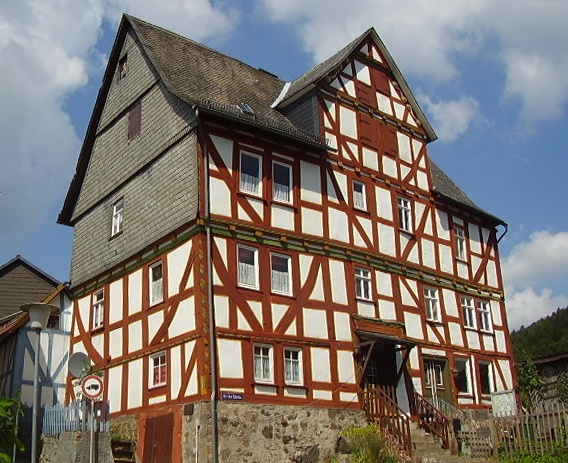
Schenkbarsches Haus
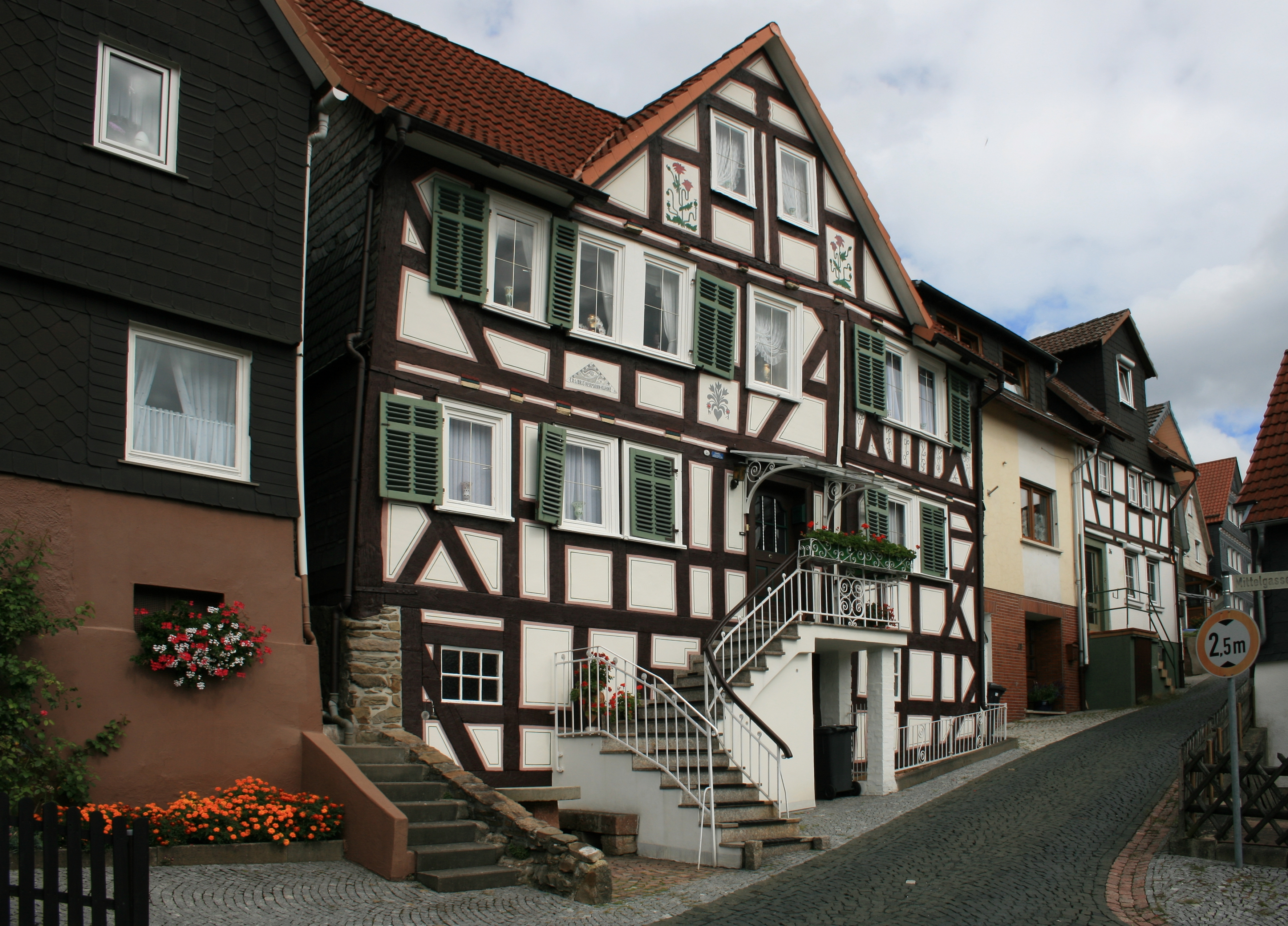
Obergasse
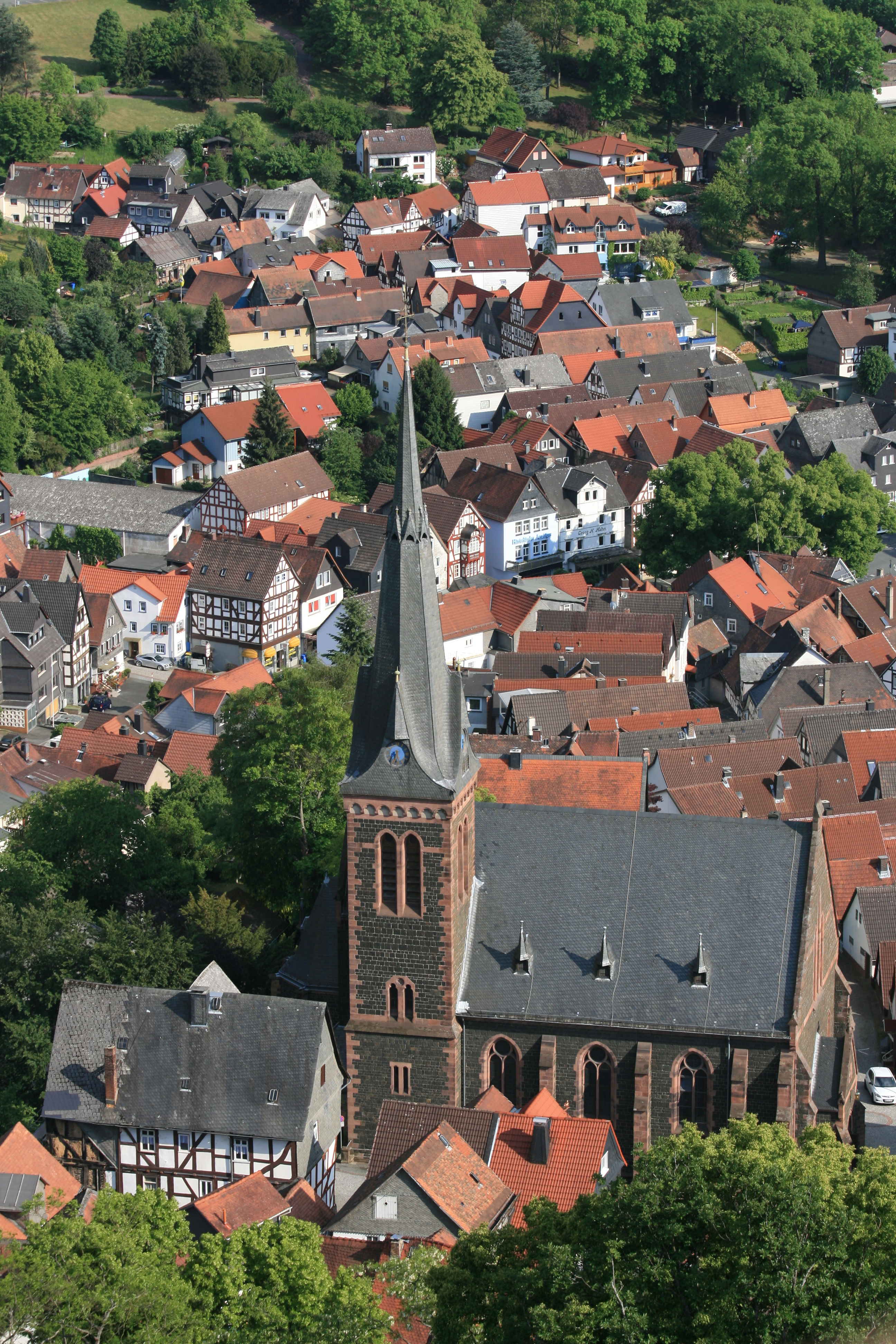
Stadtkirche
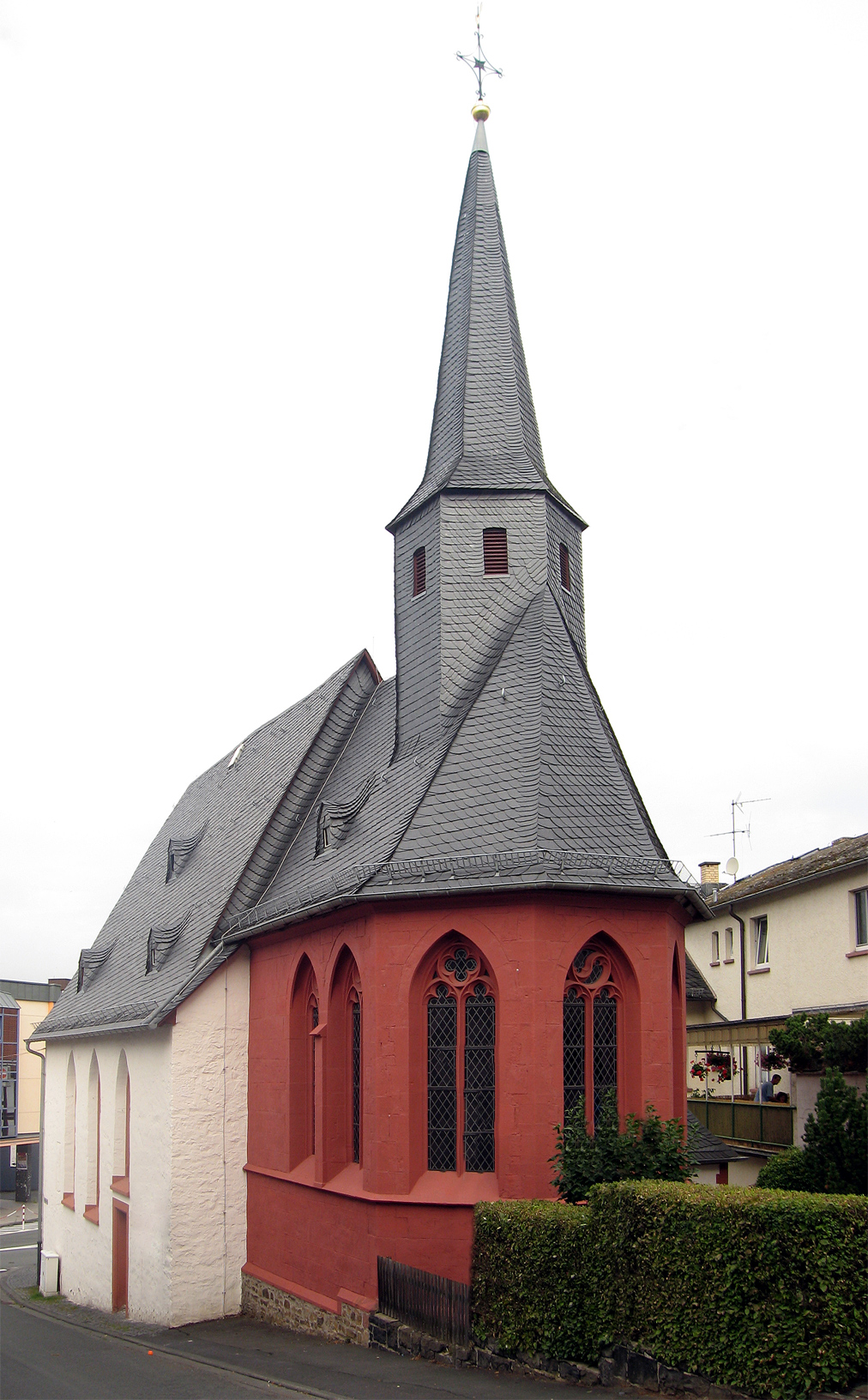
Hospitalkirche
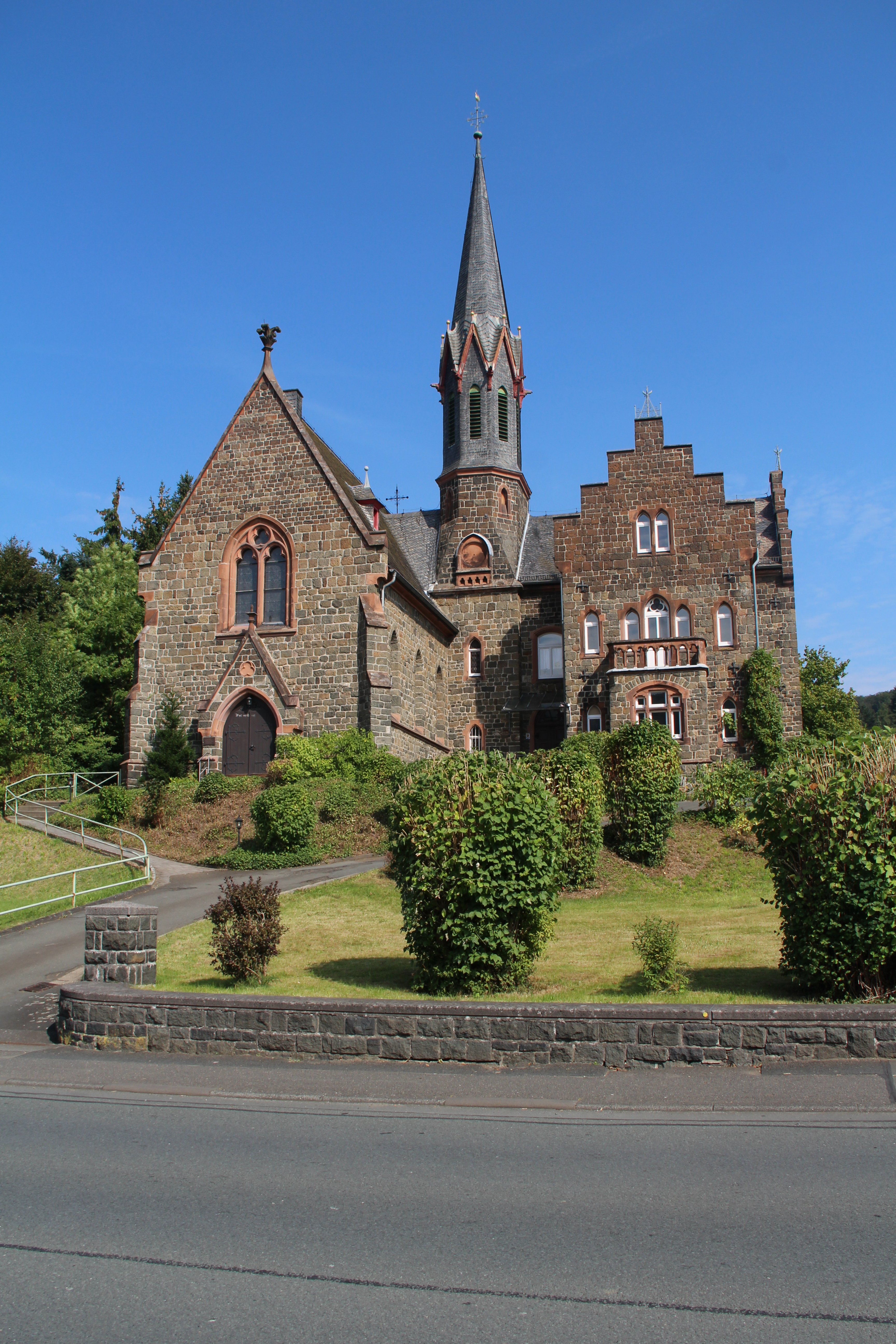
Elisabethkirche
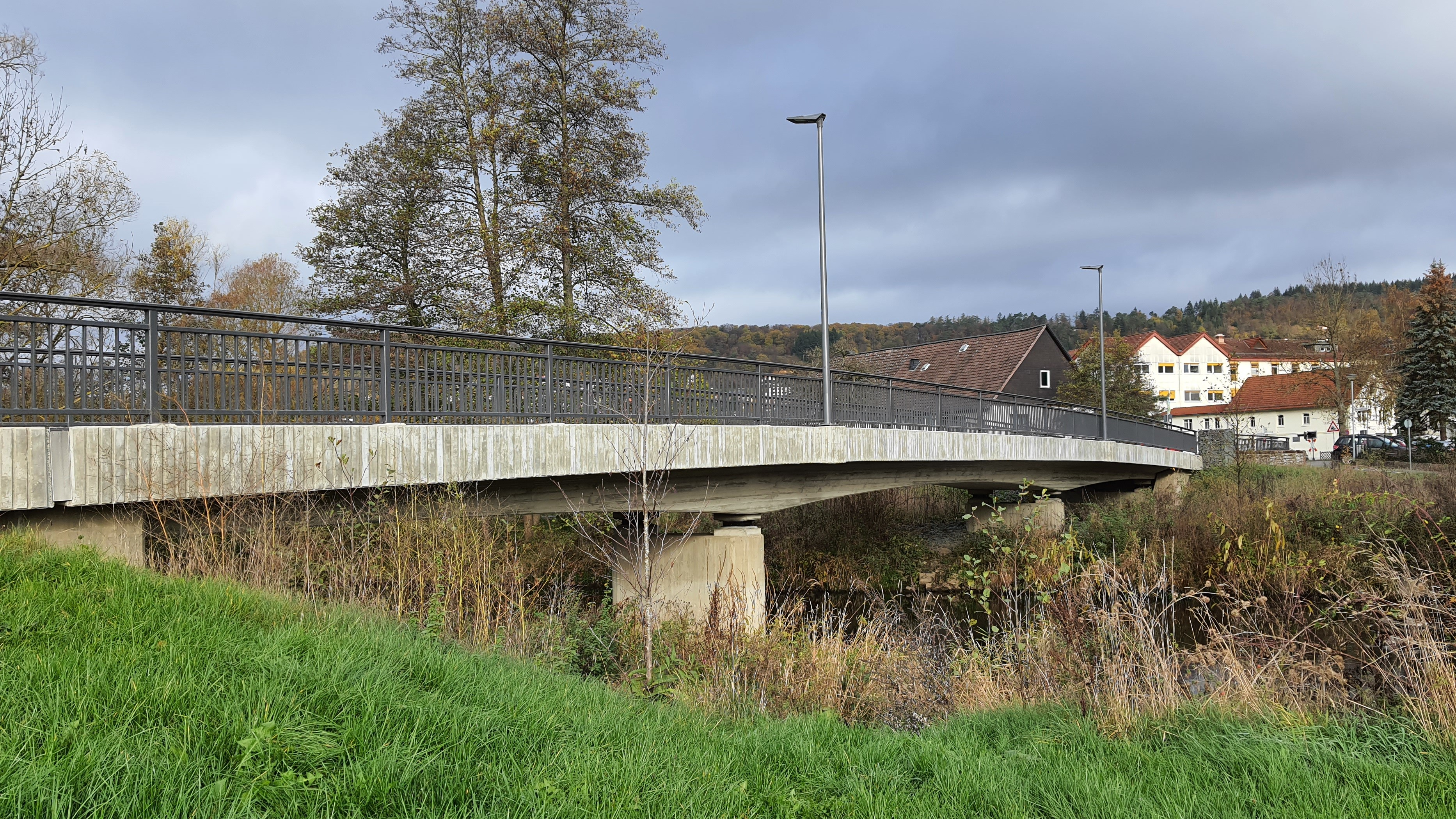
Obermühlsbrücke
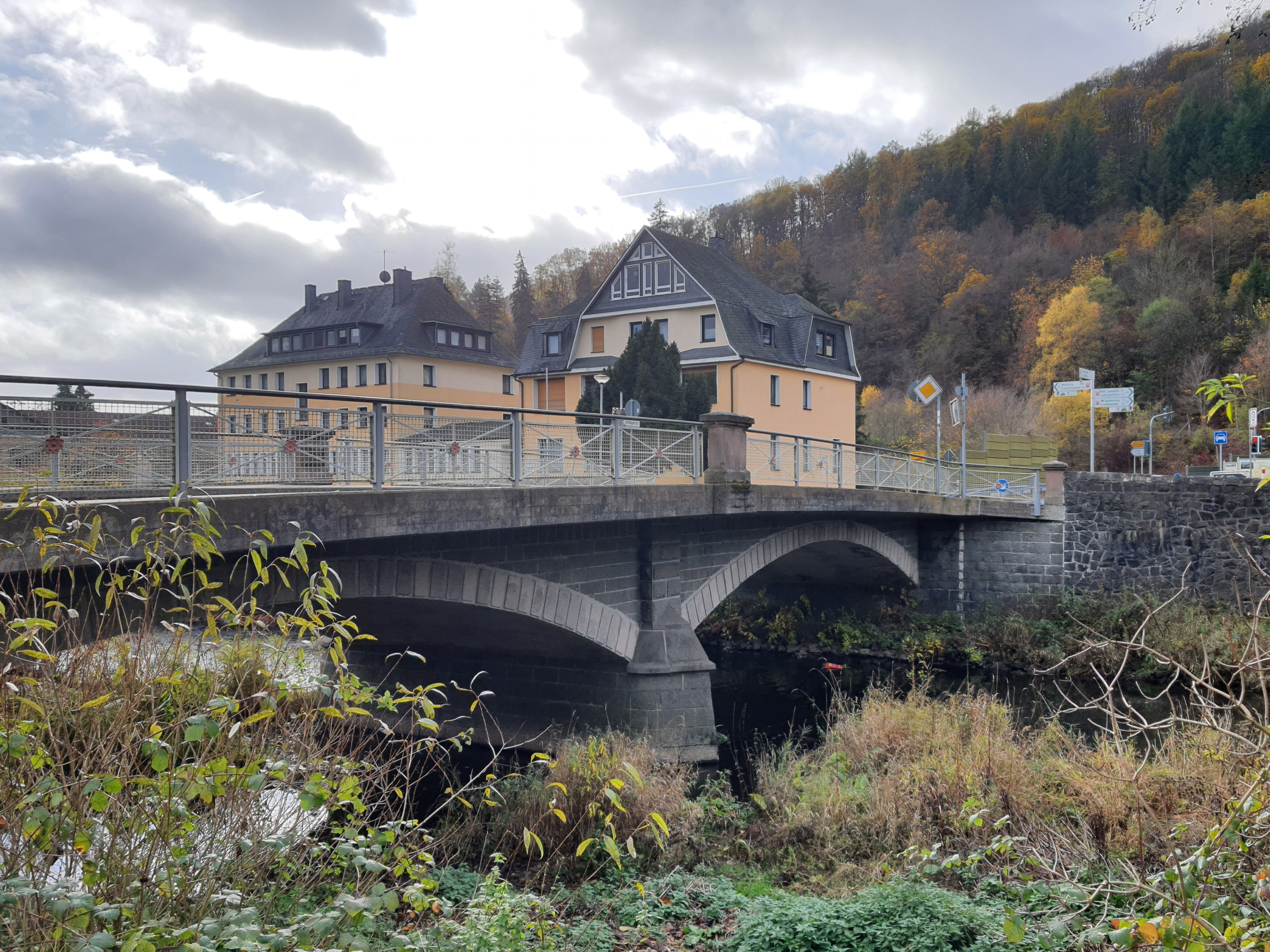
Sachsenhäuser Brücke
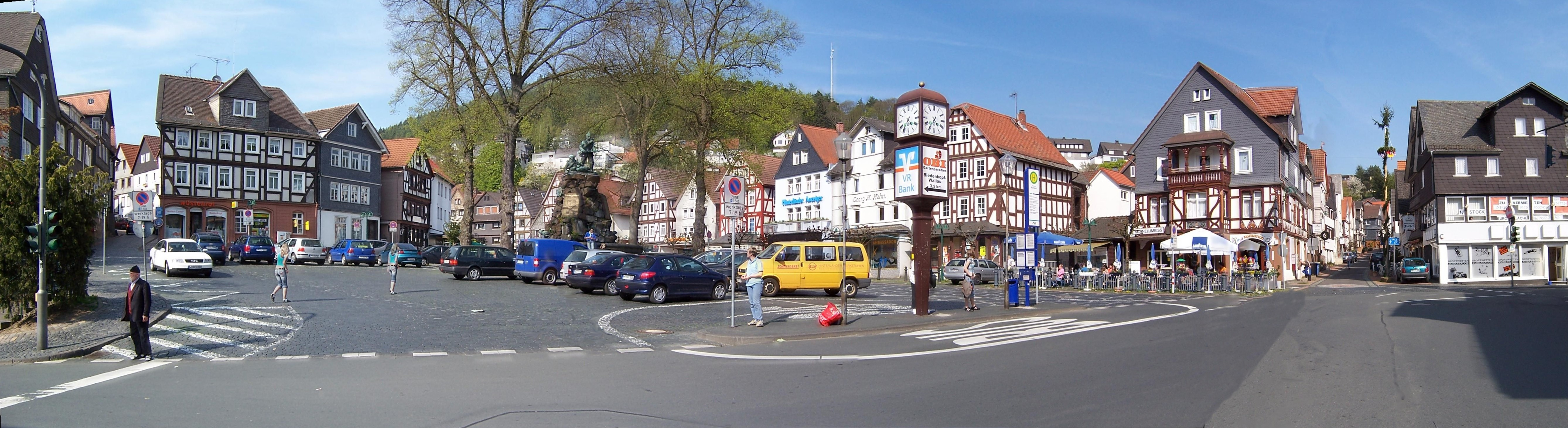
Marktplatz

### Grünflächen und Naherholung
- Erholungsraum Sackpfeife

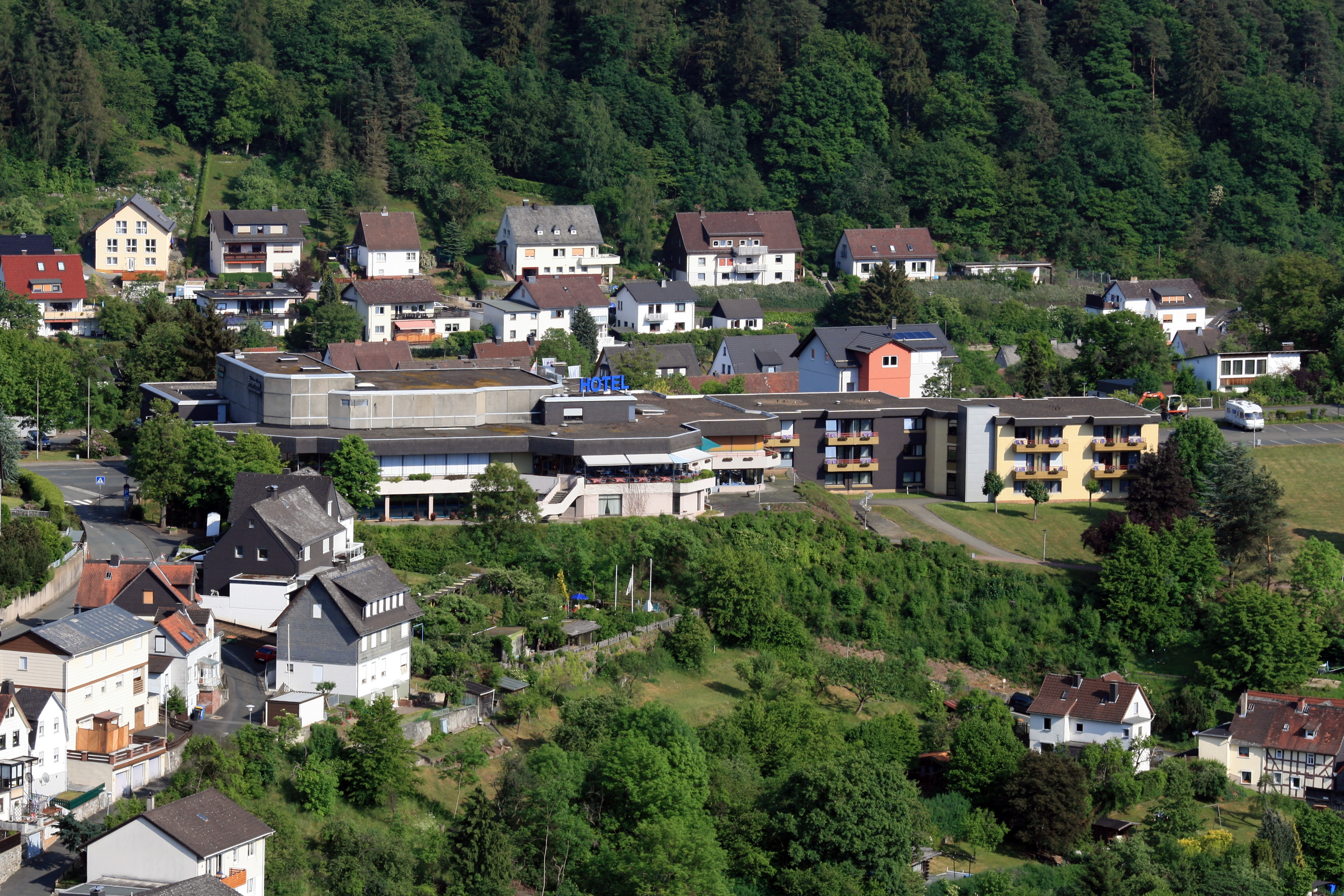
Bürgerhaus oberhalb des Stadtparks

- Stadtpark unterhalb des Bürgerhauses
- Park am ehemaligen Landratsamt
- Wanderwege im Biedenkopfer Stadtforst, z. B. ein Waldlehrpfad
- Trimm-dich-Pfad im Kottenbachtal

Schwimmmöglichkeiten ergeben sich im Hallenbad im Bürgerhaus (inzwischen Bestandteil einer privaten Hotelanlage) und im 1954 eröffneten Freibad (Lahnauenbad).

### Sport
Biedenkopf verfügt über vier Sporthallen in der Kernstadt (Großsporthalle, Sporthalle der Stadtschule, Lahntalhalle des Lahntalschulgymnasiums, Vater-Jahn-Halle des TV 1862 Biedenkopf) sowie eine Großsporthalle in Wallau und eine Turnhalle in Weifenbach. Eine private Veranstaltungshalle (Aue-Eventhalle) entstand 2015 aus dem ehemaligen Aue-Tennis- und Soccercenter. Spielstätte des Tennisclubs TC Rot-Weiß 1969 Biedenkopf sind die Tennisplätze neben dem Aue-Stadion in der Lahnaue. Im Herbst 2011 fusionierte dieser mit dem Tennisclub Aue TC zum TC Biedenkopf mit circa 200 Mitgliedern. Im Aue-Stadion finden Leichtathletikwettbewerbe statt und die Fußball-Heimspiele des VfL 1911 Biedenkopf werden dort auf Kunstrasen ausgetragen. Auf der Bleiche – einem Festplatzgelände an der Lahn gegenüber dem Stadion – finden neben Reitturnieren weitere Publikumsveranstaltungen statt. Eine Reithalle mitsamt Stallungen und Reitplatz, ein Schießstand am Schützenhaus und ein Trimm-dich-Pfad im Kottenbachtal ergänzen das sportliche Angebot der Kernstadt. In heimischen Vereinen sind auch die Schachspieler und Freunde des Budo-Sports organisiert.
Auf der Sackpfeife, dem „Hausberg“ Biedenkopfs und der höchsten Erhebung des Landkreises Marburg-Biedenkopf (673,3 m, innerhalb des Stadtgebietes/Landkreises um 660 m) betreibt die Stadt das Freizeitzentrum Sackpfeife.
Biedenkopf ist die Heimat vieler Kegelvereine; öffentliche Kegelbahnen befinden sich im Gasthaus „Die Esse“ (auch Bowling), im Bürgerhaus und in einem separaten Bau des ehemaligen Hotels „Frauental“. Ein Sportkegelclub war temporär in der zweiten Bundesliga erfolgreich. Aktuell spielt der inzwischen fusionierte Klub als KSG-Hinterland e. V. in der Hessenliga.
Die Volleyballabteilung des TV Biedenkopf wurde 1971 gegründet und war in den 1980er Jahren so erfolgreich, dass die erste Herrenmannschaft ab der Saison 1985/86 zeitweilig in der 2. Bundesliga spielte.

#### KTV Obere Lahn
Im Jahr 1992 wurde durch den Zusammenschluss der Kunstturnabteilungen aus den Vereinen TV Biedenkopf, TV Weifenbach, TV Wallau und TuS Niederlaasphe die Kunstturnvereinigung Obere Lahn e. V. gegründet. Um einen dauerhaften Trainingsbetrieb zu gewährleisten, ist ein Teilbereich der Lahntalhalle für die KTV reserviert. Dort sind Geräte zum Kunstturnen fest installiert. Bis 2011 turnte die KTV Obere Lahn e. V. mit ihrer ersten Männer-Mannschaft in der 2. Bundesliga Nord.
Ab der Saison 2012 startete das Team als Nachrücker in der 1. Bundesliga. 2013 wurde die Mannschaft Deutscher Vizemeister. Am 1. Dezember 2018 – dem letzten Wettkampftag der Saison – feierte die KTV Obere Lahn ihre erste Meisterschaft in der Kunstturn-Bundesliga in einem engen Finale gegen den Titelverteidiger KTV Straubenhardt. Bereits im September 2018 hatte der Verein bekanntgegeben, dass man nach der laufenden Saison seine erste Mannschaft aus der Bundesliga zurückziehen werde. Stattdessen werde man sich zukünftig verstärkt um den lokalen Nachwuchs kümmern, der bereits mit der zweiten Mannschaft in der 3. Bundesliga vertreten war. Zwischenzeitig stieg sie in die 2. Bundesliga Nord auf.

### Regelmäßige Veranstaltungen

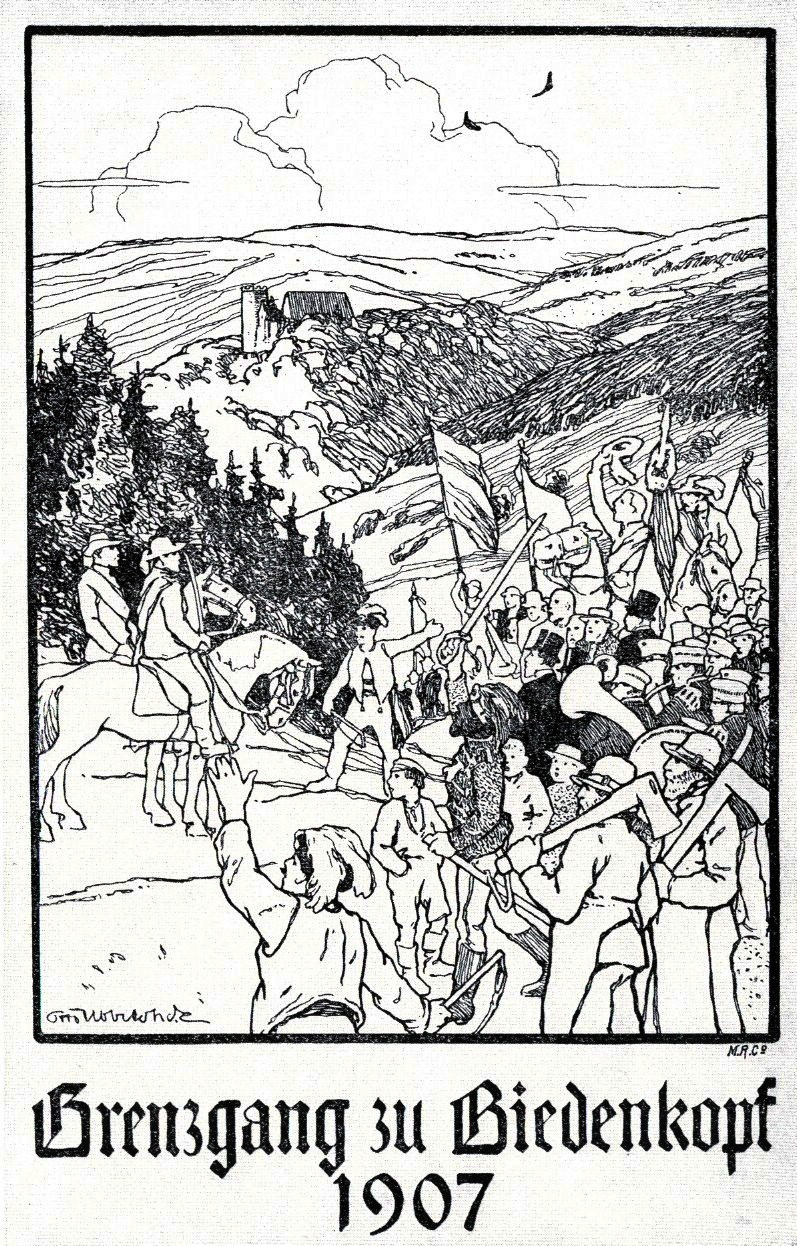
Werbung für den Grenzgang 1907

#### Grenzgang
Alle sieben Jahre findet jeweils von Donnerstag bis Samstag der dritten Augustwoche der Grenzgang in Biedenkopf statt. Dieses große Volksfest mit zehntausenden von Besuchern entstand aus der Grenzbegehung, bei der mit den Nachbargemeinden die Grenze der Gemarkung geklärt wurde. Der Grenzgang ist seit 1693 bezeugt. Seit 1839 wandelte er sich zum Volksfest. Der nächste Grenzgang findet im Jahr 2026 statt.

#### Märkte

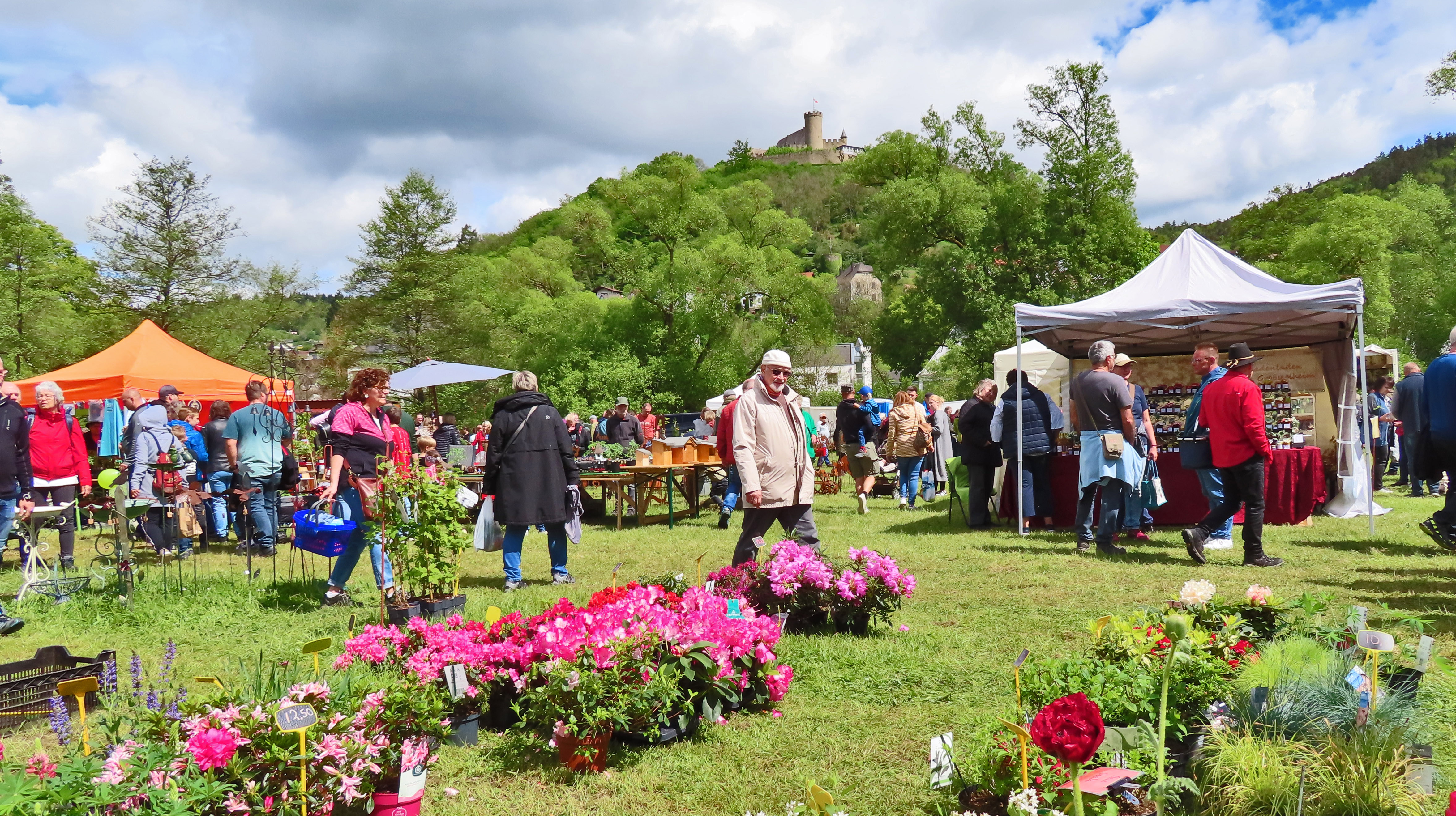
Garten- und Pflanzenmarkt 2024

Alljährlich im Mai präsentiert sich auf der „Bleiche“ ein Garten- und Pflanzenmarkt.

### Kulinarische Spezialitäten
Kartoffelbraten
Das Kartoffelbraten, im Volksmund „der Brott“, ist ein traditioneller Biedenkopfer Brauch, der sich aus der herbstlichen Kartoffelernte entwickelt hat. Auf zahlreichen Waldplätzen werden traditionell im frühen Herbst rohe Kartoffeln in der Glut eines Buchenfeuers gegart. Das Feuer wird aus frisch geschlagenem Buchenholz erstellt, mit dem Ziel, es auf einen Haufen von Glutkohle zu reduzieren. Sobald das Feuer eine hinreichende Menge an Glutkohle ergeben hat, wird vom Feuer die Glutkohle separiert und flächig ausgebreitet. Dann werden die Kartoffeln zunächst „zum Schwitzen“ in die Glut gelegt, damit überflüssiges Wasser aus den Kartoffeln entdampfen kann. Danach werden die Kartoffeln vollständig mit Glut bedeckt und somit zum Garen gebracht. Nach der Garzeit werden die Kartoffeln dem Feuer mit geeigneten Hilfsmitteln entnommen, ideal sind langstielige und engmaschige Gabeln aus dem Kleinpflasterbau zur Trennung von Glut und Kartoffeln. Die gegarten und ungepellten Kartoffeln werden unter Zugabe von Butter und Salz, sowie mit Beilage von Leberwurst und Salaten, verzehrt. Zum Biedenkopfer Kartoffelbraten werden traditionell ausschließlich drei Salatsorten als Beilage genutzt: Rettichsalat, Zwiebelsalat und Heringssalat. Das Feuer wird von einem Bratmeister am Morgen entzündet, damit am Mittag genügend Glutkohle für das Garen der Kartoffeln zur Verfügung steht. Nach dem Garen der Kartoffeln wird das Feuer und der Gluthaufen weiterhin gepflegt, damit für den Rest des Tages genügend Glut vorrätig ist, denn in der Glutkohle werden im Verlauf des Nachmittags und Abends noch Mettwürstchen und portionierte Hackbraten im Speckmantel gegart. Sowohl Würstchen als auch Hackbraten werden zuvor entweder in Butterbrot- und Zeitungspapier (traditionelle Variante) oder in Alufolie verpackt. Dazu reicht man Fassbier (Pils) und klaren (meist Kümmel-) Schnaps.

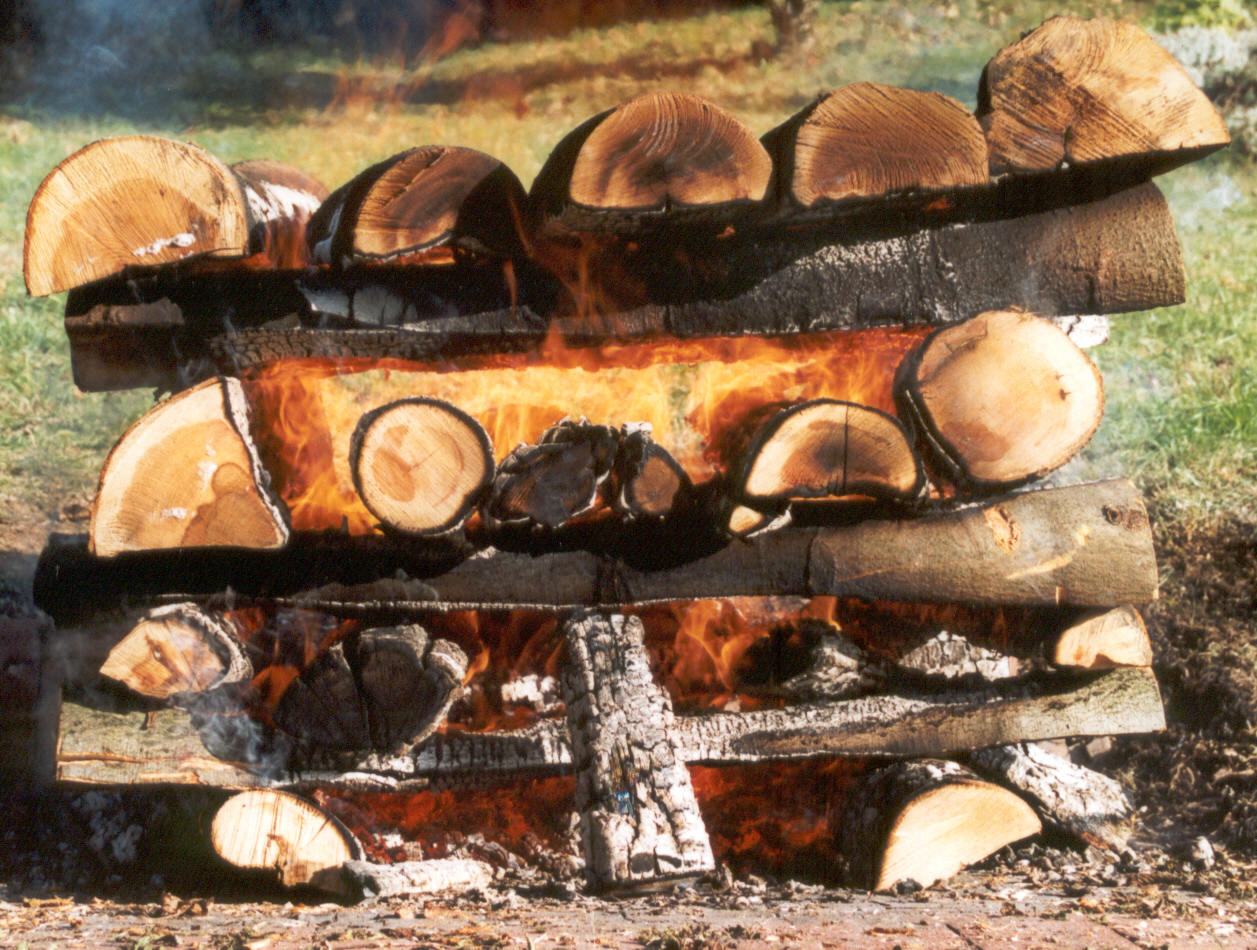
Buchenholzfeuer beim traditionellen Biedenkopfer Kartoffelbraten
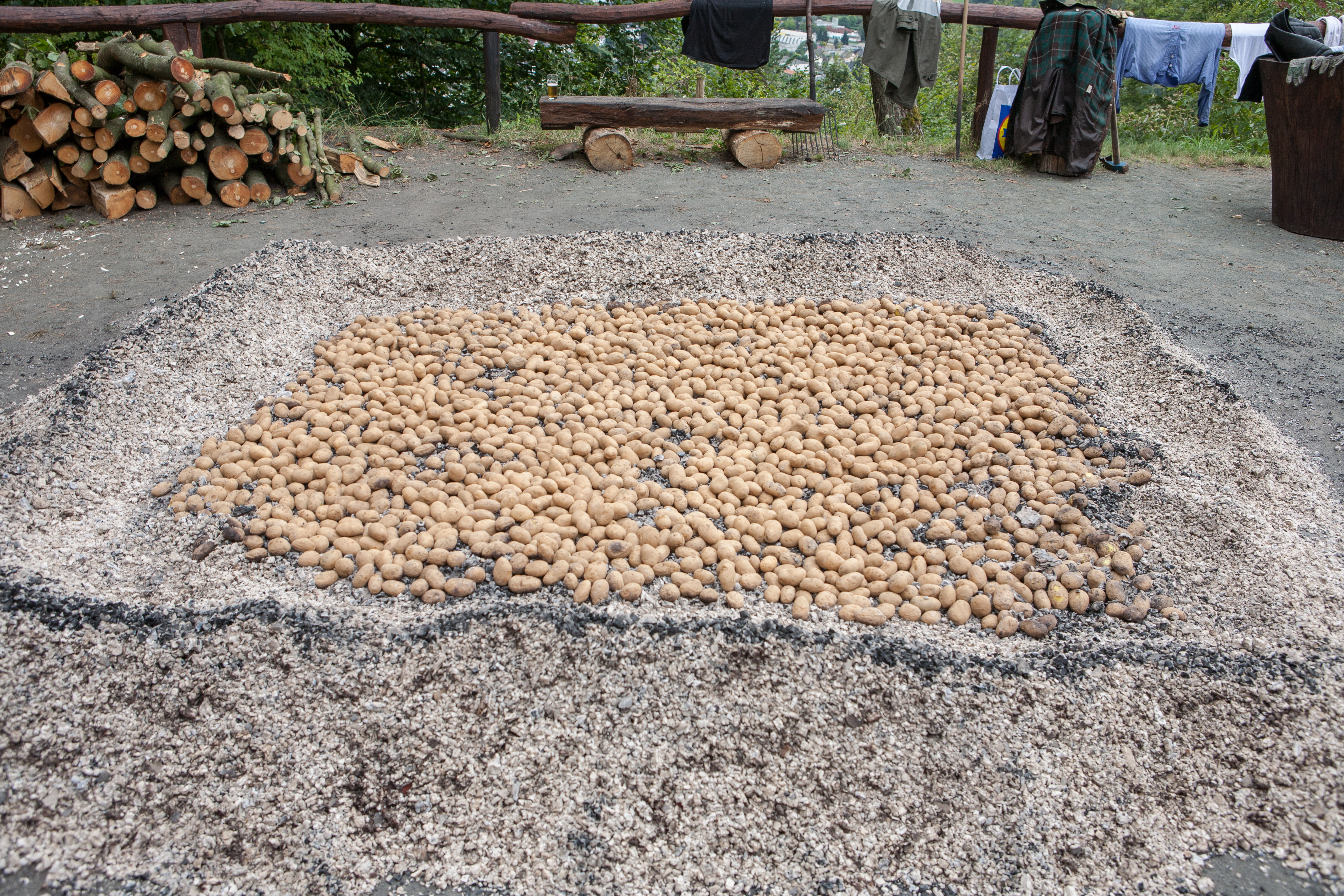
Die Kartoffeln schwitzen (trocknen) auf der Glut, bevor sie bedeckt werden und darin garen
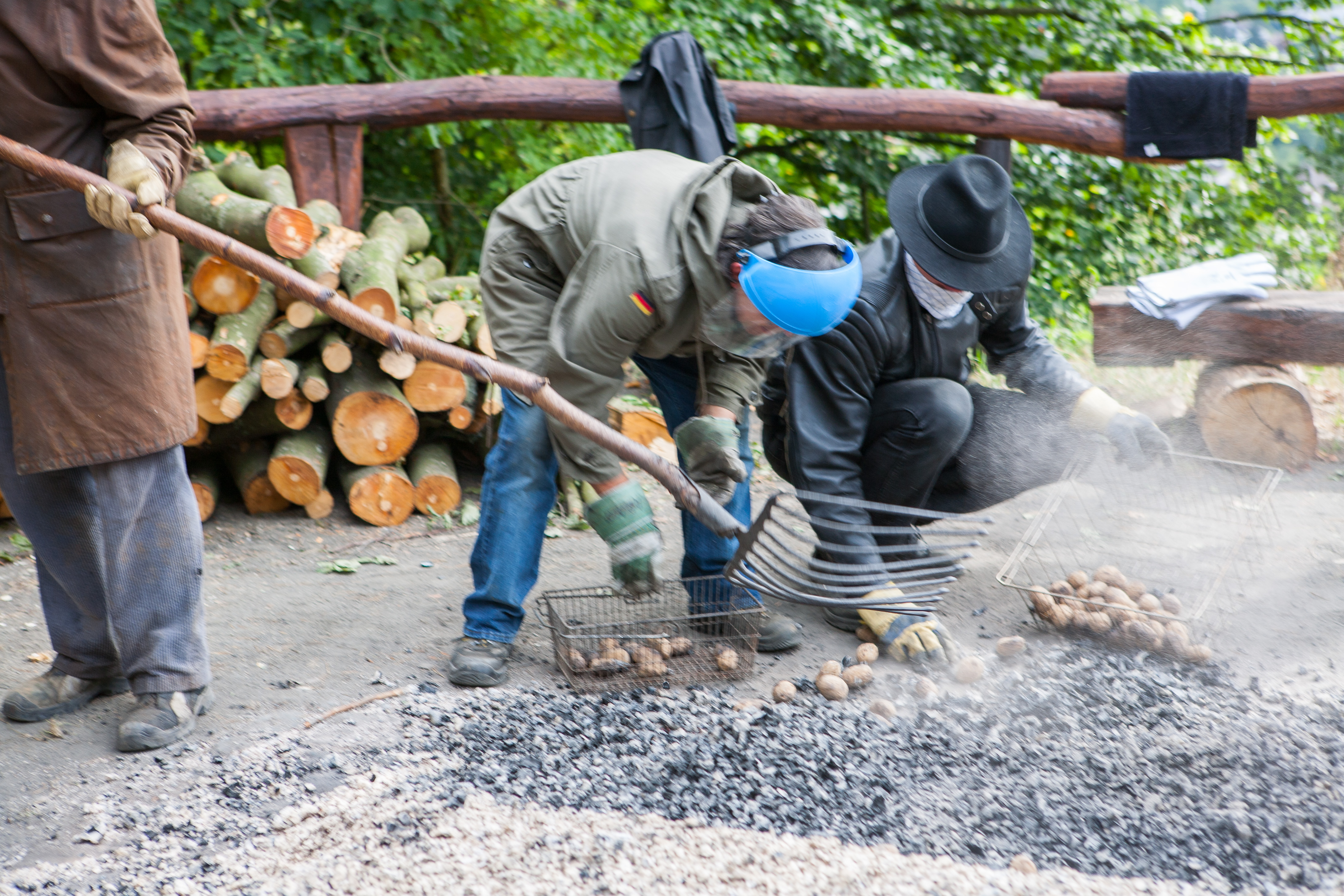
Die gegarten Kartoffeln werden der heißen Glutkohle entnommen; die Bratmeister schützen sich vor der Hitzestrahlung
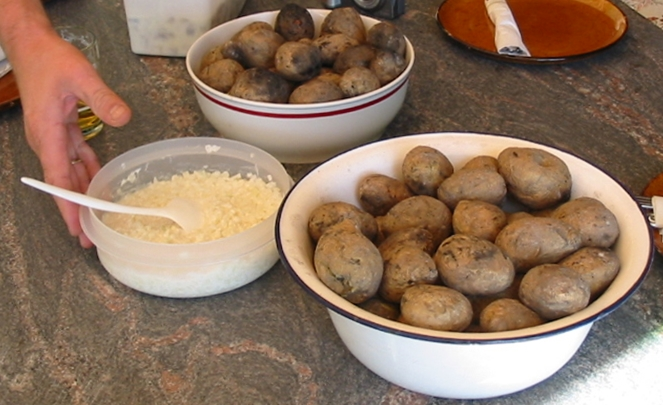
In der Glut gegarte Kartoffeln mit Zwiebelsalat

## Wirtschaft und Infrastruktur

### Flächennutzung
Das Gemeindegebiet umfasst 2015 eine Gesamtfläche von 9033 Hektar, davon entfallen in ha auf:
| Nutzungsart             | Nutzungsart             | 2011 | 2015 |
| ----------------------- | ----------------------- | ---- | ---- |
| Gebäude- und Freifläche | Gebäude- und Freifläche | 566  | 569  |
| davon                   | Wohnen                  | 319  | 318  |
|                         | Gewerbe                 | 53   | 65   |
| Betriebsfläche          | Betriebsfläche          | 18   | 20   |
| davon                   | Abbauland               | 0    | 0    |
| Erholungsfläche         | Erholungsfläche         | 78   | 83   |
| davon                   | Grünanlage              | 60   | 64   |
| Verkehrsfläche          | Verkehrsfläche          | 397  | 401  |
| Landwirtschaftsfläche   | Landwirtschaftsfläche   | 1716 | 1703 |
| davon                   | Moor                    | 0    | 0    |
|                         | Heide                   | 0    | 0    |
| Waldfläche              | Waldfläche              | 6116 | 6117 |
| Wasserfläche            | Wasserfläche            | 110  | 109  |
| Sonstige Nutzung        | Sonstige Nutzung        | 32   | 31   |

### Raumplanerische Einordnung
Im Regionalplan Mittelhessen 2001 ist die frühere Kreisstadt Biedenkopf als Mittelzentrum im ländlichen Raum ausgewiesen. Die Stadt ist Teil der Regionalachse Marburg – Dautphetal – Biedenkopf – (Bad Laasphe). Diese Achse hat zur Aufgabe, die Region zu erschließen, einen Leistungsaustausch zwischen den Mittelzentren zu ermöglichen sowie die Region an das Oberzentrum Marburg und an das Fernverkehrsnetz anzubinden. Dabei soll dem Ausbau des öffentlichen Verkehrs eine besondere Bedeutung zukommen.
Zusätzlich besteht mit der Achse Dillenburg – Steffenberg – Breidenbach – Biedenkopf eine überörtliche Nahverkehrs- und Siedlungsachse mit regionaler Verbindungsfunktion.
Gemeinsam mit Dautphetal und Breidenbach ist Biedenkopf auch als gewerblicher Schwerpunkt ausgewiesen.

### Unternehmen
In Biedenkopf und seinen Ortsteilen ist traditionell der Maschinen-, Modell- und Formenbau stark vertreten. Dazu zählen unter anderem die Meissner AG (Modell- und Werkzeugbau), BANSS Schlacht- und Fördertechnik GmbH oder CFS (Lebensmittelverarbeitungs- und Verpackungssysteme, ehemals Krämer & Grebe Tiromat). Auch die kunststoffverarbeitende Industrie ist in der Stadt ansässig, unter anderem die Firma Elkamet.

### Medien
Die Tageszeitung mit dem größten Marktanteil in Biedenkopf ist der Hinterländer Anzeiger der Zeitungsgruppe Lahn-Dill. Einen Lokalteil für den Altkreis Biedenkopf gibt auch die Oberhessische Presse aus Marburg heraus. Darüber hinaus gibt es eine Reihe von Anzeigenblättern, wie „Hinterland extra“ von der Oberhessischen Presse, die MAZ (Mittelhessische Anzeigen Zeitung) oder das „Sonntag Morgenmagazin“ aus Gießener Verlagshäusern.

### Öffentliche Einrichtungen
- Amtsgericht Biedenkopf

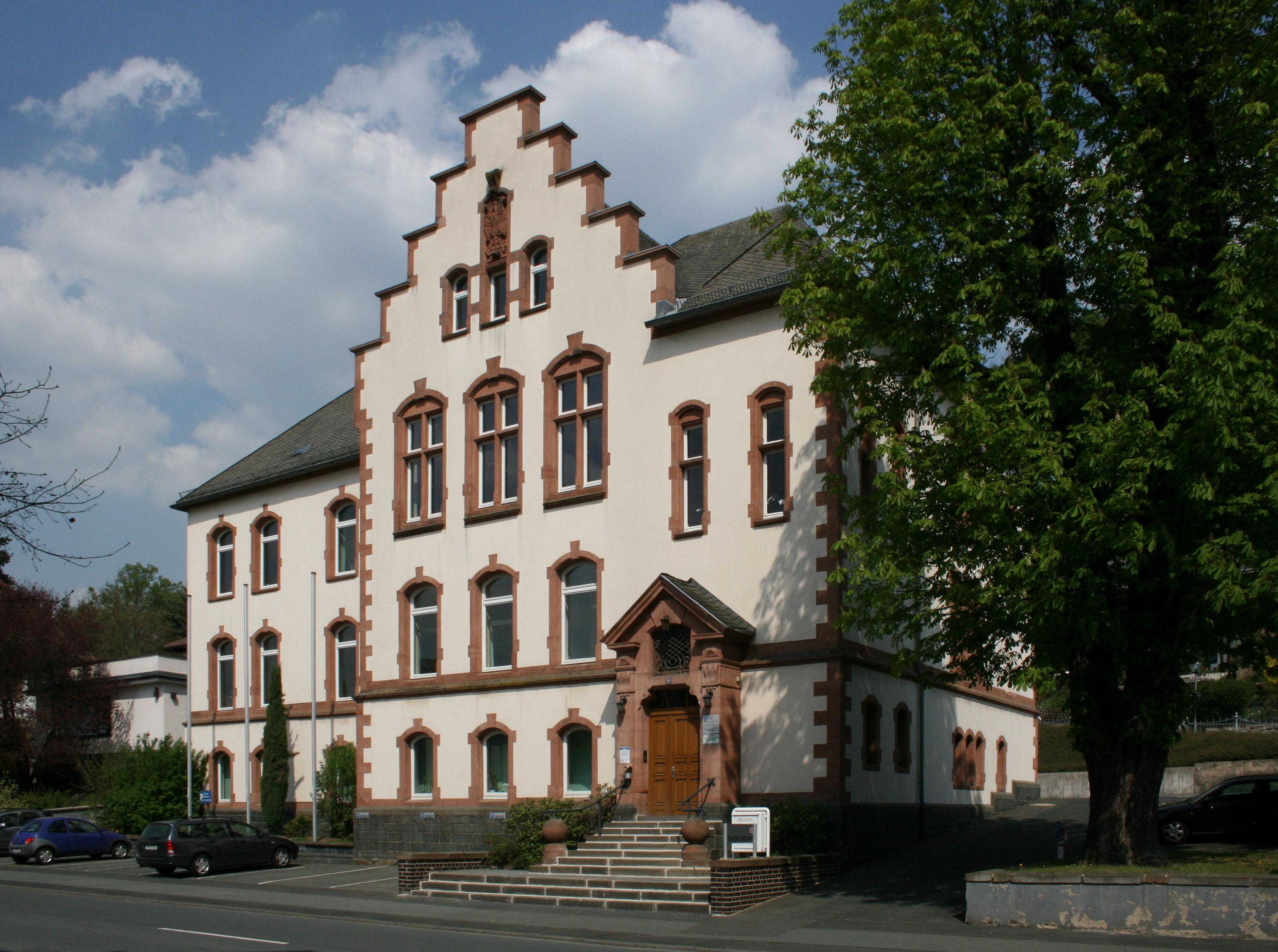
Hauptgebäude des Amtsgerichts Biedenkopf

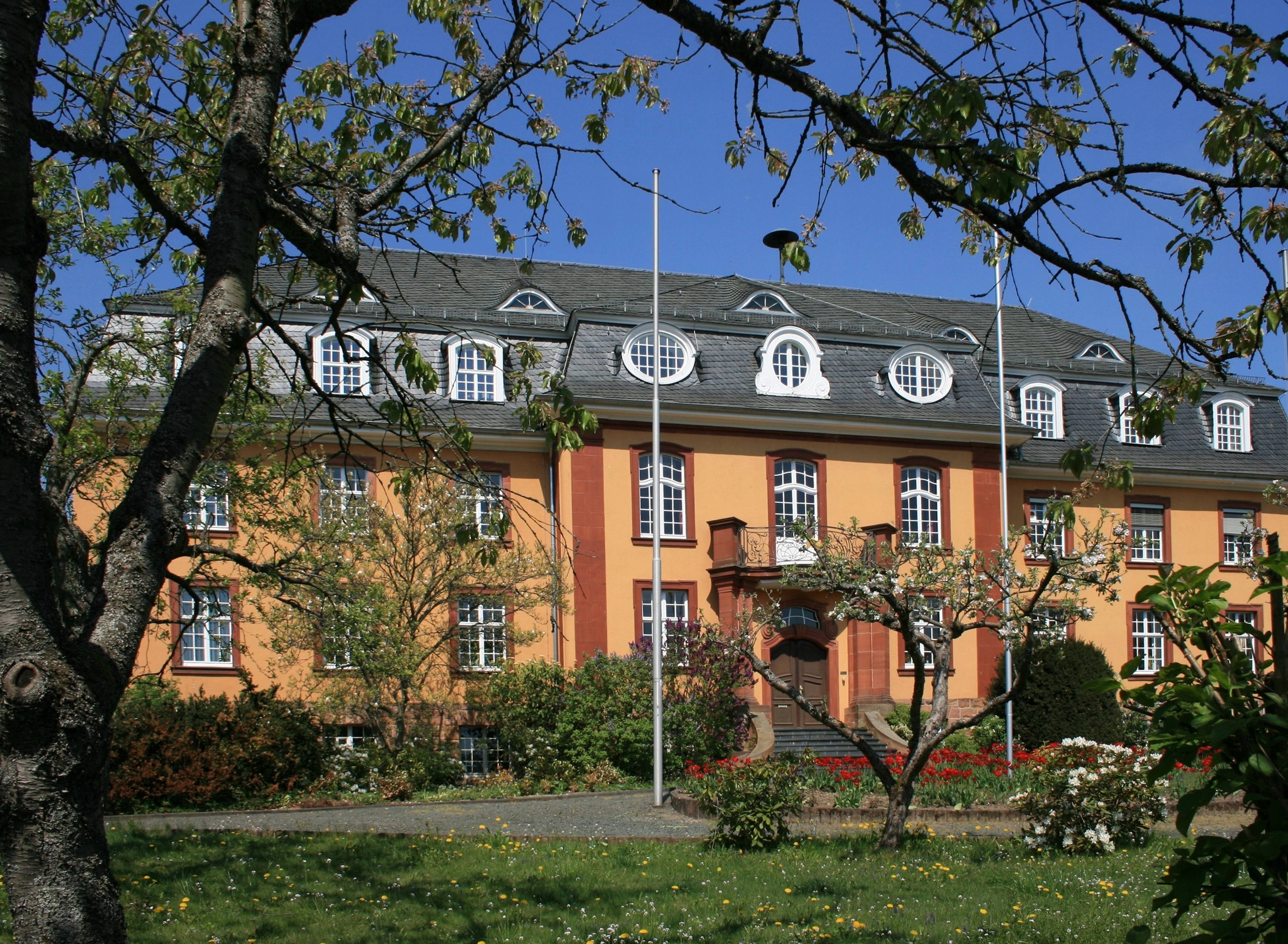
Außenstelle der Kreisverwaltung (Landratsamt) in Biedenkopf, Kiesackerstraße

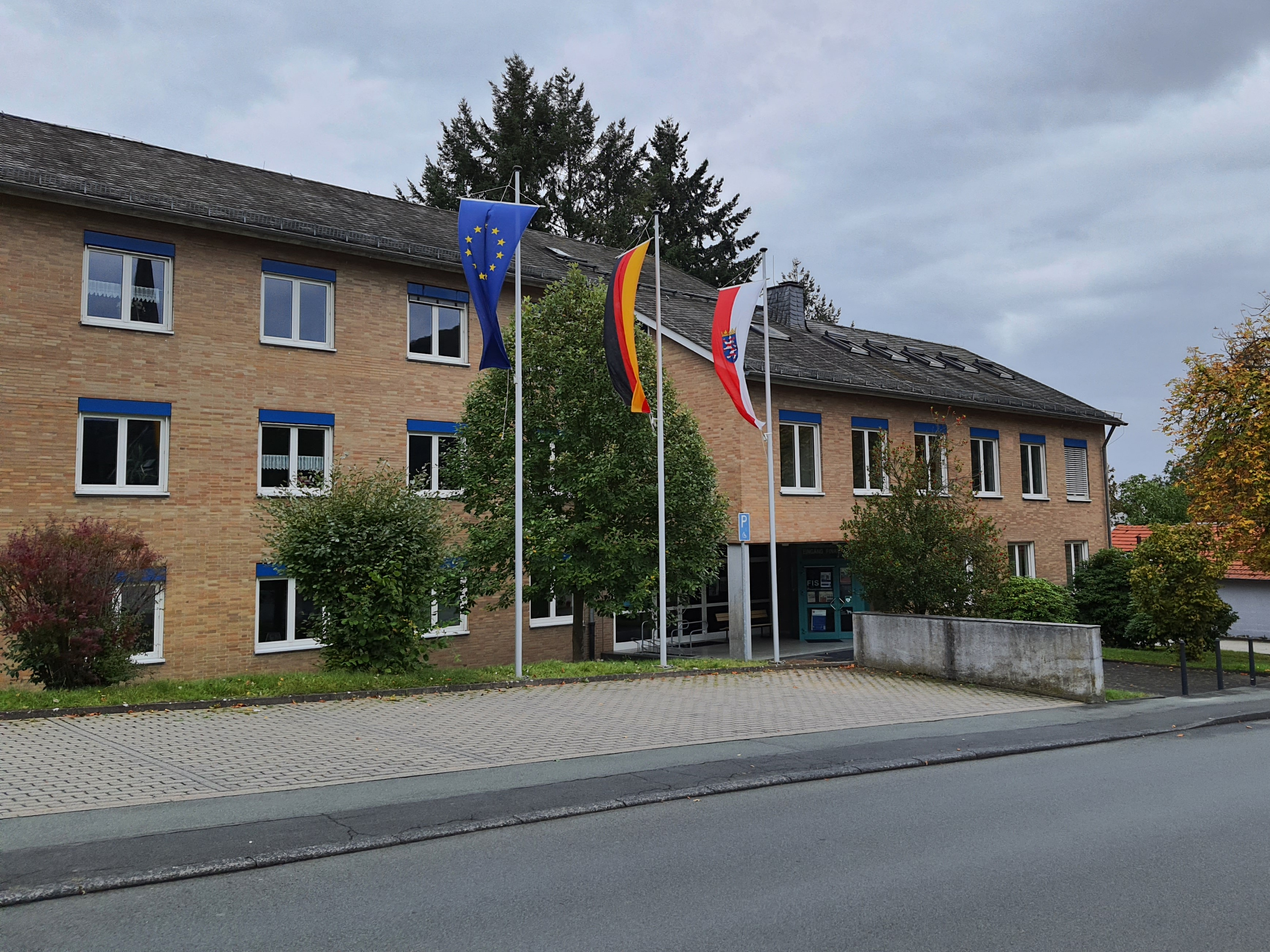
Die Verwaltungsstelle Biedenkopf des Finanzamtes Marburg-Biedenkopf

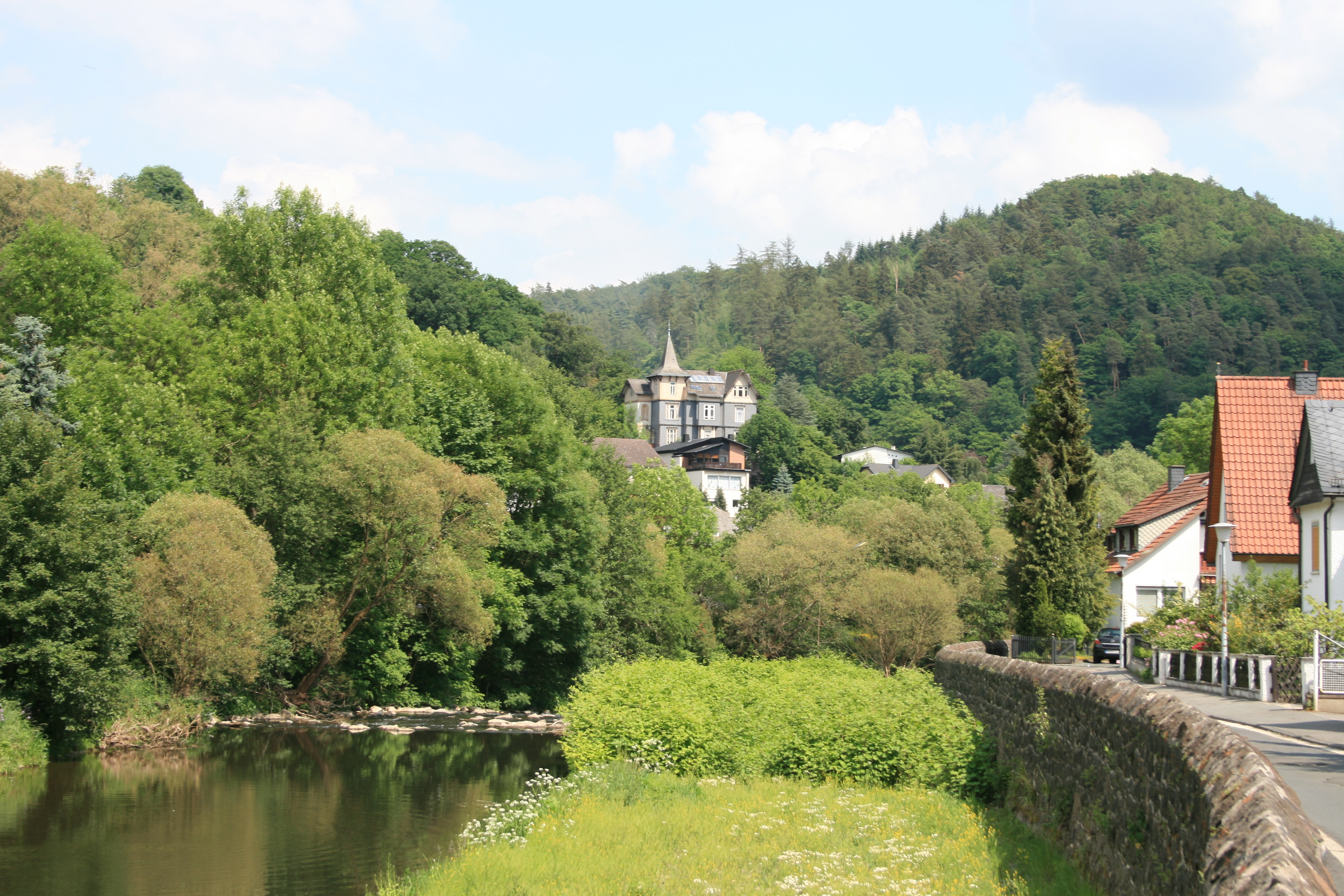
Lahn mit Hochwasserschutzmauer

- Außenstelle der Kreisverwaltung Marburg-Biedenkopf im Gebäude des ehemals eigenständigen Landratsamtes (mit Kfz-Zulassung, JobCenter, Volkshochschule, Bau- und Jugendamt sowie Ausländerbehörde)
- Finanzamt (Außenstelle des Finanzamtes Marburg-Biedenkopf)
- Arbeitsagentur (Außenstelle der Agentur für Arbeit Marburg)
- Kreishandwerkerschaft Biedenkopf
- Außenstelle der Industrie- und Handelskammer (IHK) Lahn-Dill
- Medienzentrum Biedenkopf – eine der drei Bildstellen des Landkreises Marburg-Biedenkopf
- Rentamt des evangelischen Dekanats Biedenkopf
- Jugendherberge
- je ein Seniorenzentrum in Biedenkopf und Wallau

#### Polizeistation
In Biedenkopf besteht eine Polizeistation des Polizeipräsidium Mittelhessen. Untergebracht ist die Station in der ehemaligen Landwirtschaftsschule in der Hospitalstraße mit fünf Dienstgruppen und einer dezentralen Ermittlungsgruppe.

#### Technisches Hilfswerk
In Biedenkopf ist ein Ortsverband des THW stationiert.
Dieser besteht aus einem Zugtrupp, der ersten Bergungsgruppe (B1), der zweiten Bergungsgruppe (B2) und einer Elektrofachgruppe (Fgr E). Zudem gibt es in Biedenkopf eine THW-Jugendgruppe, die zum Stab gehört.

#### Feuerwehr
Seit 1868 ist die Existenz einer Freiwilligen Feuerwehr in Biedenkopf belegt. Nach dem Ersten Weltkrieg gab es in der Kreisstadt eine Pflichtfeuerwehr, die im Jahr 1924 wieder durch eine Freiwillige Feuerwehr ersetzt werden konnte. Ende der 1920er und Anfang der 1930er Jahre konnten die ersten motorisierten Feuerspritzen in Dienst gestellt werden. Die Biedenkopfer Feuerwehr entwickelte sich in den folgenden Jahrzehnten zu einer modern ausgerüsteten Stützpunktwehr. Mit Hilfe von kreis- und landeseigenen Löschgeräten konnte auch bei der Bekämpfung von Großbränden (zum Beispiel nach Fliegerangriffen im Zweiten Weltkrieg auf Frankfurt am Main und Kassel) mitgeholfen werden.
Das Jubiläum des 50-jährigen Bestehens des Kreisfeuerwehrverbandes Biedenkopf wurde im Jahr 1954 mit der Ausrichtung des Kreisfeuerwehrtages gewürdigt. Mit freundschaftlichen Beziehungen zu den Feuerwehren der französischen Stadt La Charité sur Loire (ab 1961) und der belgisch-flämischen Stadt Oostduinkerke aan Zee (ab 1968) wurde die Grundlage zur offiziellen Verschwisterung mit diesen Städten gelegt. Zum 1. Januar 1971 wurde die Organisation der Feuerwehren durch gesetzliche Änderungen als öffentliche Einrichtungen organisiert; vormals galten noch vereinsrechtliche Strukturen. So wurde ein Stadtbrandinspektor eingesetzt, welcher im Falle eines Einsatzes auch die Befehlsgewalt über die zuvor selbstständigen Feuerwehren der Stadtteile Dexbach, Engelbach, Eckelshausen und Kombach ausübt.
1976 wurde ein großzügiges Gelände in Lahnnähe als Feuerwehrstützpunkt Biedenkopf in Betrieb genommen. Neben einem Schlauchturm, der traditionell in der Weihnachtszeit in Form einer Kerze beleuchtet wird, stehen dort unter anderem Garagen, Werkstätten und Fortbildungsräume zur Verfügung.
Die Arbeit der Freiwilligen Feuerwehr wird inzwischen durch eine Jugendfeuerwehr ergänzt; aus deren Reihen rekrutiert man den Nachwuchs. Durch immer größere Industrieansiedlungen in Biedenkopf und neue Aufgaben, die der Feuerwehr im Rahmen der Prävention und des Umweltschutzes zufielen, wurde die technische Ausstattung kontinuierlich den gestiegenen Anforderungen angepasst. Heute umfasst der Fuhrpark etwa zwölf Einsatzfahrzeuge inklusive eines Einsatzleitwagens und der 30-Meter-Drehleiter.

#### Rettungswache
In Biedenkopf befindet sich zudem eine Rettungswache des DRK-Rettungsdienstes Mittelhessen.
Die Wache befindet sich auf dem ehemaligen E.ON-Gelände am Roten Stein mit einer direkten Notfallzufahrt auf die Bundesstraße 62. Im Schichtdienst sind dort u. a. ca. 20 hauptamtliche Rettungsassistenten beschäftigt. Stationiert sind hier zwei Rettungswagen, einer im 24-Stunden-Dienst, der andere im Tagdienst, sowie als Einsatzreserve ein Mehrzweckfahrzeug. Rund 2300 Einsätze pro Jahr werden im zu versorgenden Gebiet erbracht.

#### Krankenhaus

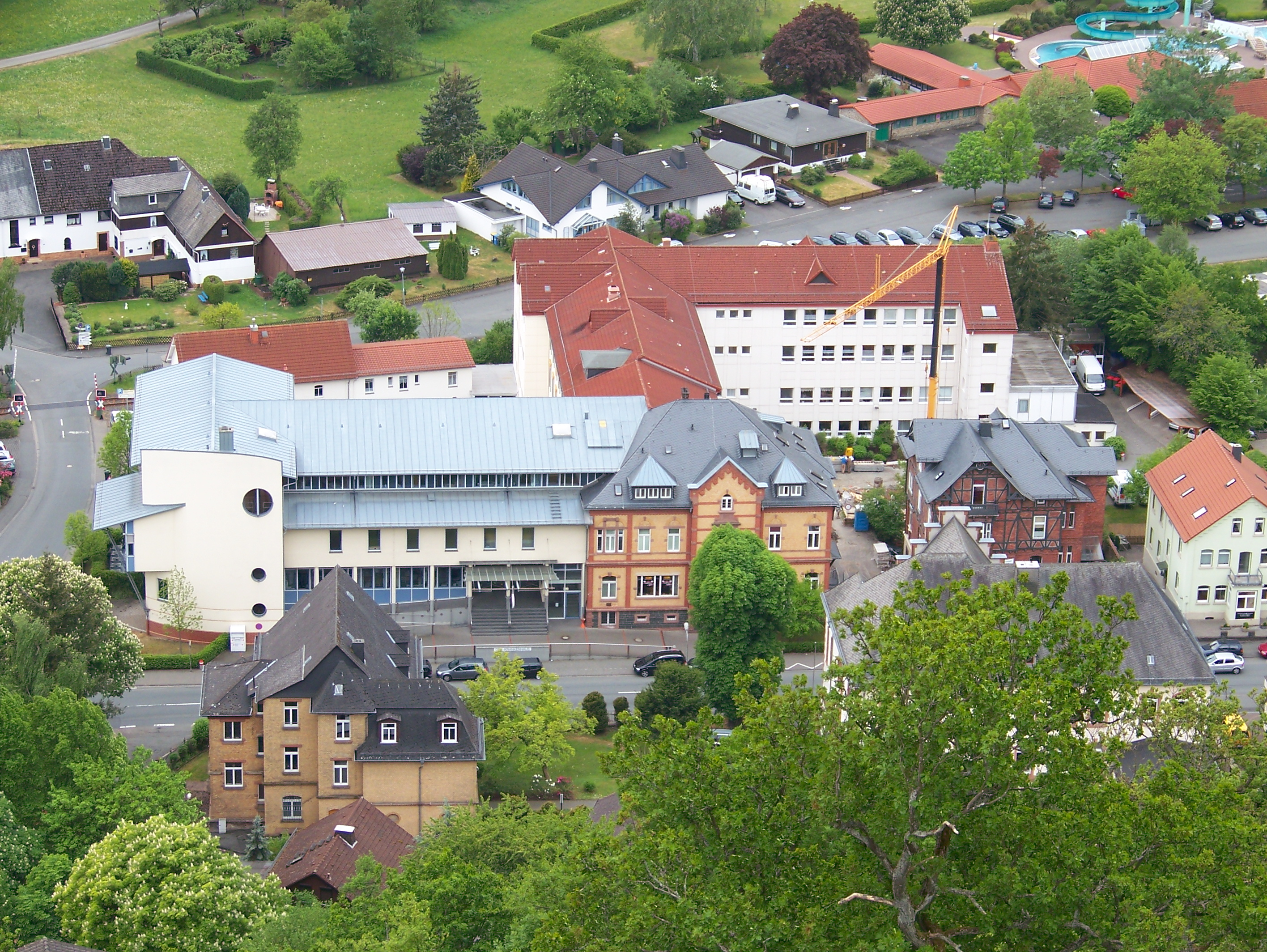
DRK-Krankenhaus

Biedenkopf besitzt ein DRK-Krankenhaus mit 105 Betten. Träger ist der DRK-Kreisverband Biedenkopf e. V.
Neben der Chirurgie sind die Fachbereiche Gynäkologie, Innere Medizin sowie Urologie verfügbar. Eine Intensivstation mit sechs Betten wurde am 11. Februar 2008 in Betrieb genommen. Das ärztliche Personal auf dieser Station wurde bis 2016 durch einen Kooperationsvertrag mit dem inzwischen privatisierten Universitätsklinikum Gießen und Marburg GmbH von dort gestellt, die Intensiv-Pflege übernehmen eigene Kräfte. Seit 2016 wird die Intensivstation mit am DRK angestellten Ärzten betrieben.

#### Sender Biedenkopf
Biedenkopf ist seit 1953 Standort einer Sendeanlage für UKW und Fernsehen des Hessischen Rundfunks auf der Sackpfeife.

### Bildung

#### Hochschule

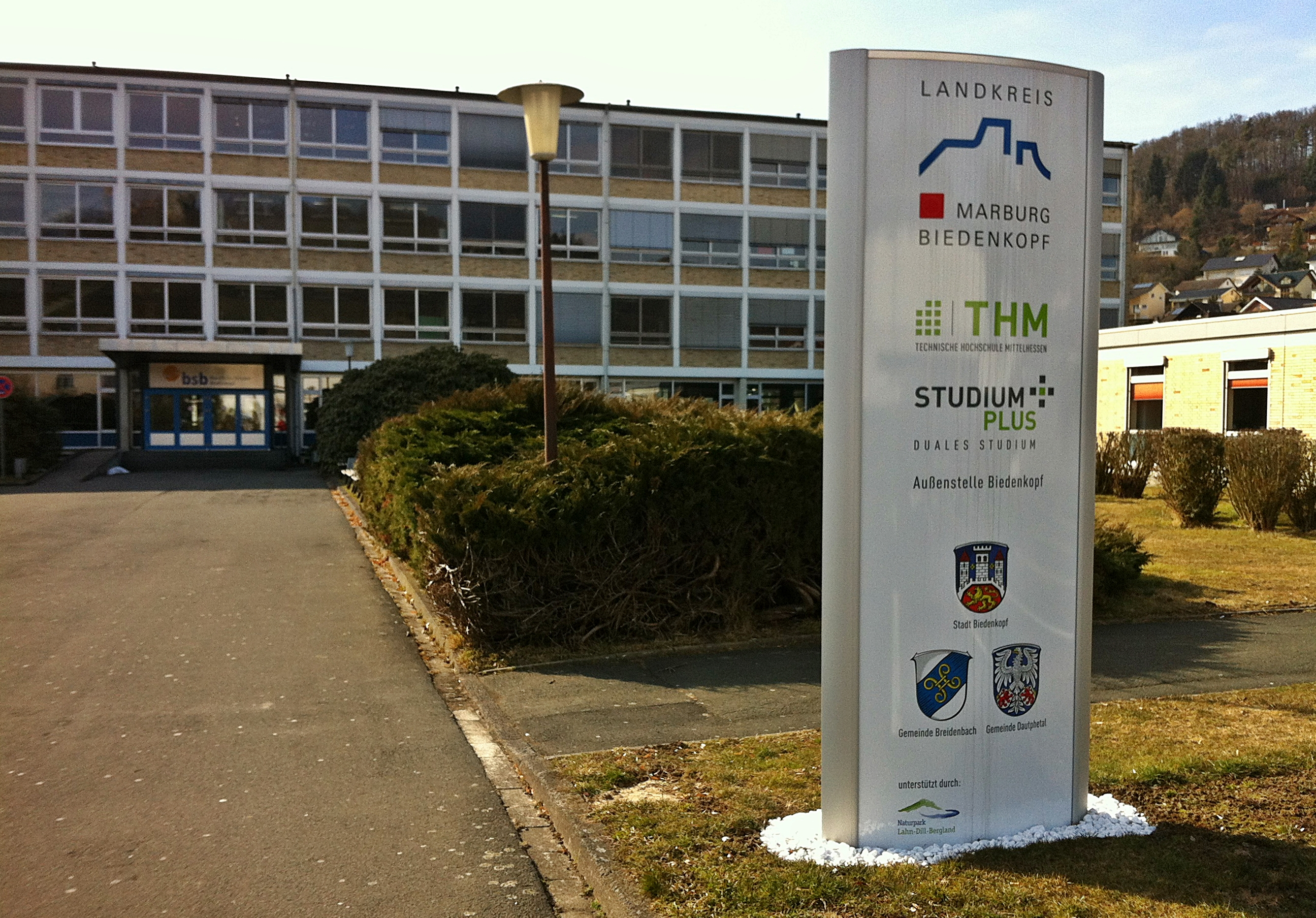
Standort der Technischen Hochschule Mittelhessen

- Die Technische Hochschule Mittelhessen betreibt im Rahmen des dualen Hochschulstudiums Studium Plus eine Außenstelle mit sechs Hörsälen in Biedenkopf. Seit dem Wintersemester 2012/2013 werden in den Gebäuden der Beruflichen Schulen Biedenkopf und einem 2016 errichteten Neubau inzwischen 86 Studienplätze (Stand: März 2019) angeboten.[66] Ein Studium ist möglich für den dualen Bachelor-Studiengang Ingenieurwesen Maschinenbau in den Fachrichtungen Hygiene Design, Formgebung oder allgemeiner Maschinenbau; 2016 erweitert um den Bachelor-Studiengang Betriebswirtschaft/Mittelstandsmanagement.[67][68]

#### Schulen
- Berufliche Schulen Biedenkopf

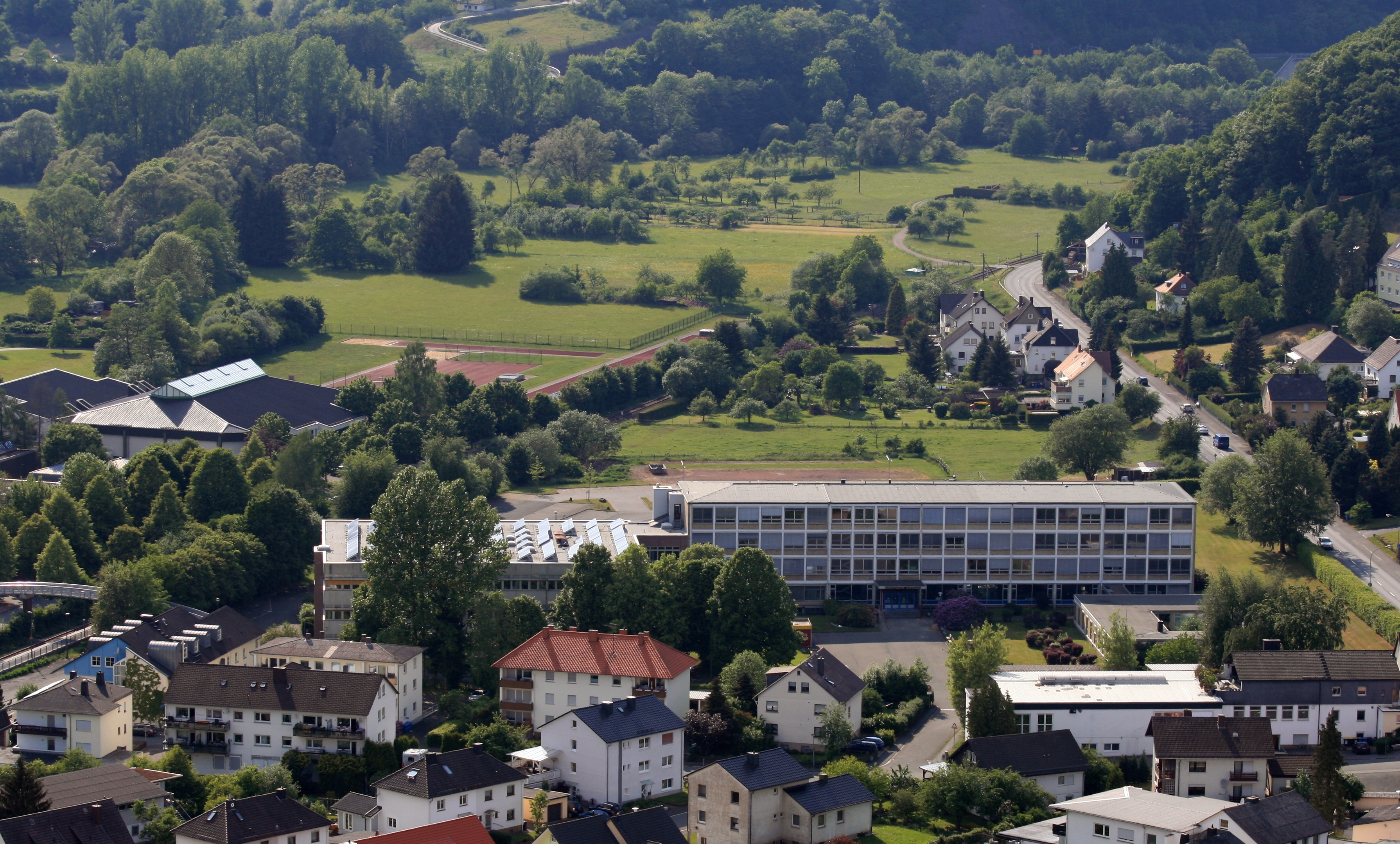
Berufliche Schulen

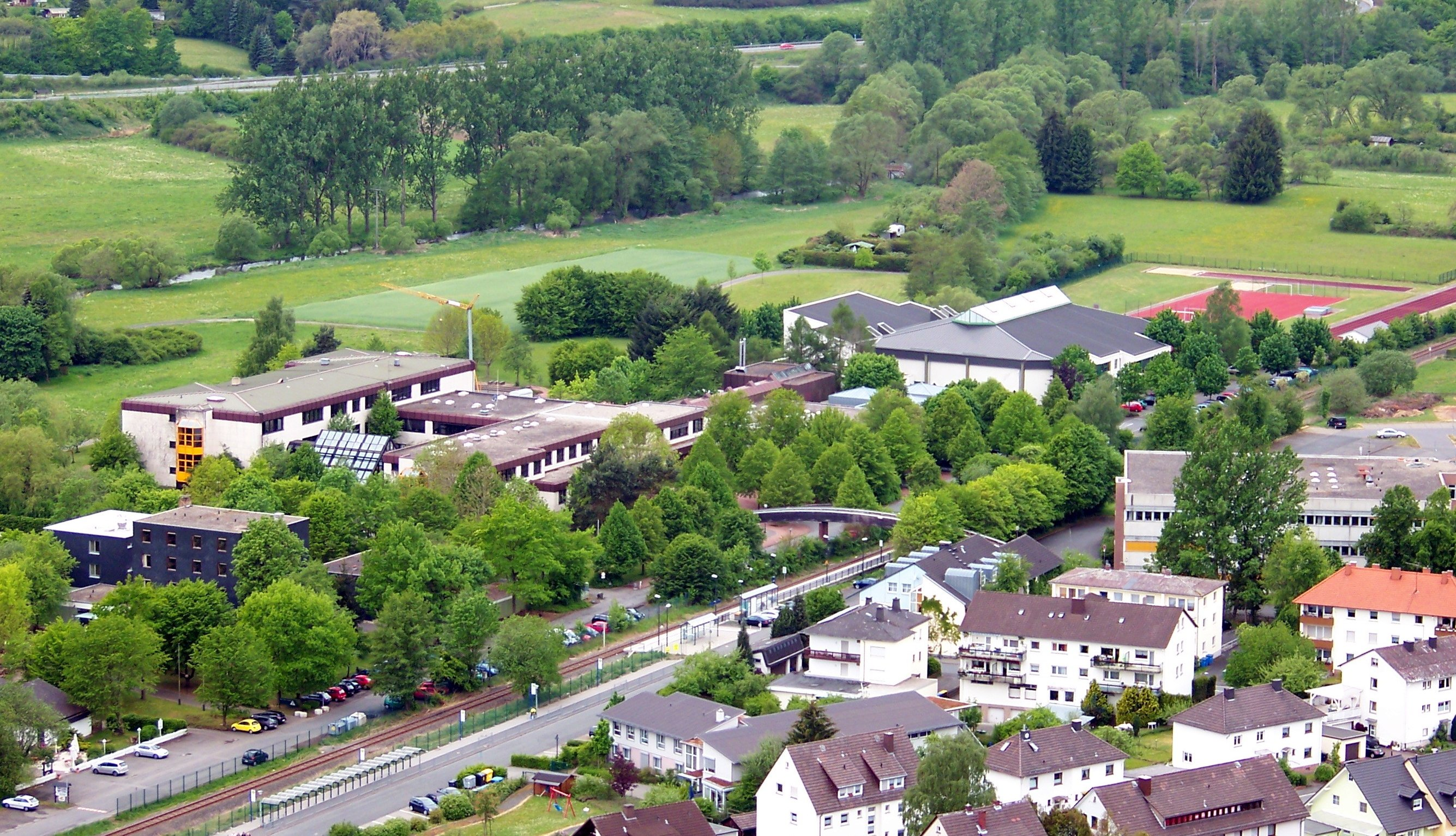
Lahntalschule (LTS)

- Lahntalschule Biedenkopf (Gymnasium)
- Hinterlandschule Biedenkopf (Real- und Hauptschule), Nebenstelle der Verbundschule mit den Standorten Niedereisenhausen und Breidenbach
- Grundschule Biedenkopf
- Mittelpunktschule Wallau (Grund- und Hauptschule)
- Volkshochschule Marburg-Biedenkopf
- Musikschule (privat)

#### Büchereien
- Gemeinsame Stadt- und Schulbücherei (in den Räumen der Hinterlandschule/ehemaliges Forsthaus)
- Geschichtsbücherei „Hinterländer Bibliothek“ im Rathaus (Schrifttum zur Geschichte des Hinterlandes, Träger: Hinterländer Geschichtsverein)

#### Kindertagesstätten
Die evangelische Kirchengemeinde ist Träger einer Kindertagesstätte namens „Löwenzahn“ in der Galgenbergstraße. Die Freie evangelische Gemeinde unterhält ihre Kita „Wirbelwind“ neben dem Gemeindehaus in der Schulstraße.
Ein weiterer (konfessionsloser) Kindergarten mitsamt einer Kinderkrippe existiert seit November 1990 mit unterschiedlichen Namen in der Trägerschaft eines Elternvereins. Die Krippe wurde 2003 bis 2013 von einer weiteren Elterninitiative in einem separaten Privathaus betrieben. Seit seiner Gründung ist der Kindergarten provisorisch in den Räumen des Rathauses untergebracht. Bis heute existiert noch kein eigener fester Standort.

### Verkehr

#### Straßenverkehr
Seit dem Bau der Ortsumgehung ab 1999 bis Anfang der 2000er-Jahre (Kosten: 106,8 Mio. DM) verläuft durch die Kernstadt nur noch die Kreisstraße 83 als Verbindung von der Stadtmitte zur Umgehung. Die ehemalig durch den Ort verlaufenden Bundesstraßen 62 und 253 kreuzen sich heute auf einer Brücke am nahe der Industriesiedlung Ludwigshütte am nördlichen Stadtrand; die B 253 zweigt hier von der B 62 in Richtung Battenberg (Eder) / Frankenberg (Eder) ab, die B 62 verläuft hier weiter in Richtung Dautphetal / Lahntal / Marburg. Die Umgehungsstraße verläuft weiter durch die Lahnauen und trifft am südlichen Ortsende wieder auf ihren ehemaligen Verlauf. Ab hier ist eine weitere Umgehung für den Stadtteil Eckelshausen geplant; Fertigstellung voraussichtlich 2024.

#### Öffentliche Verkehrsmittel

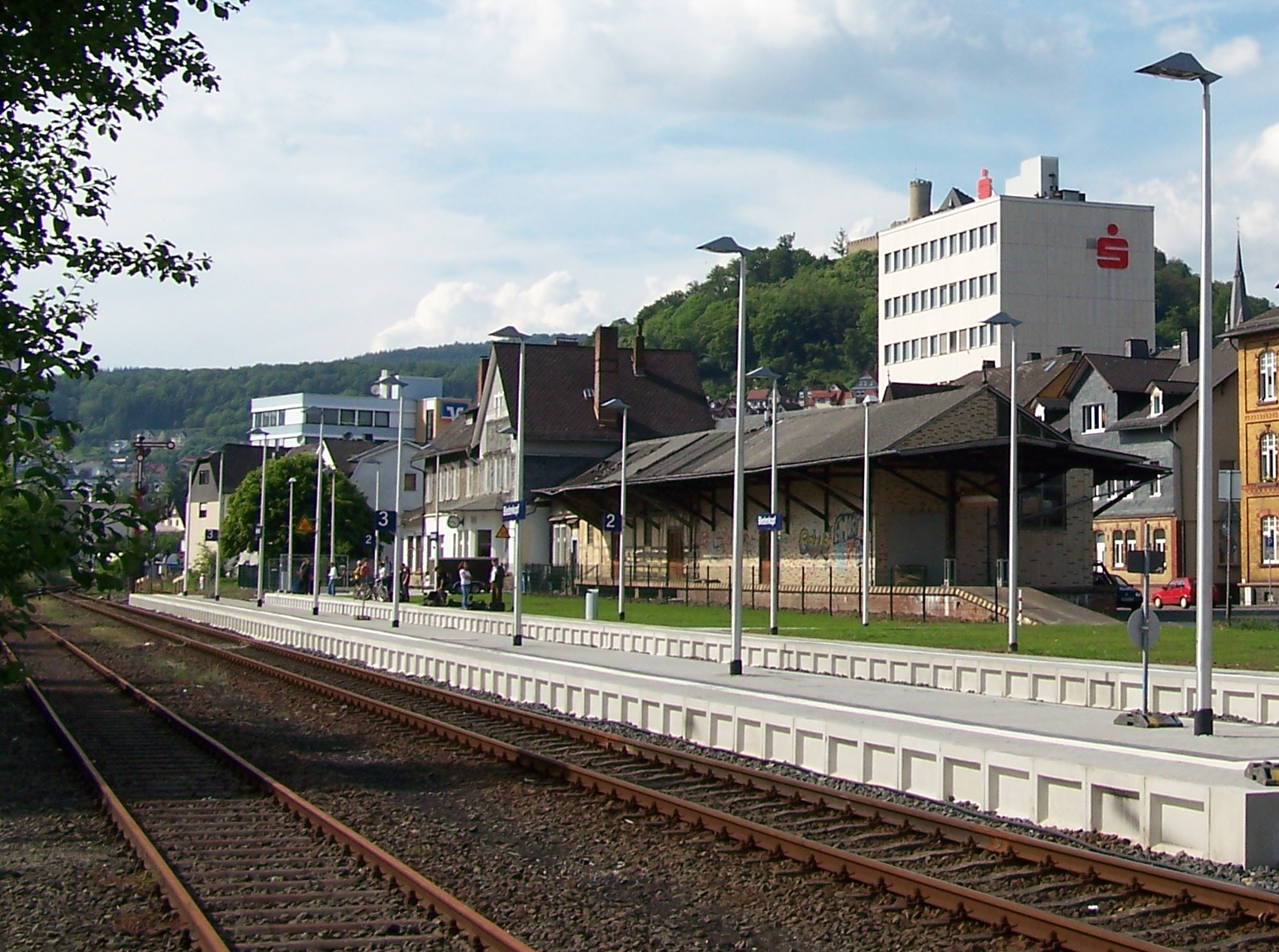
Bahnhof Biedenkopf, Gleisseite (2007)

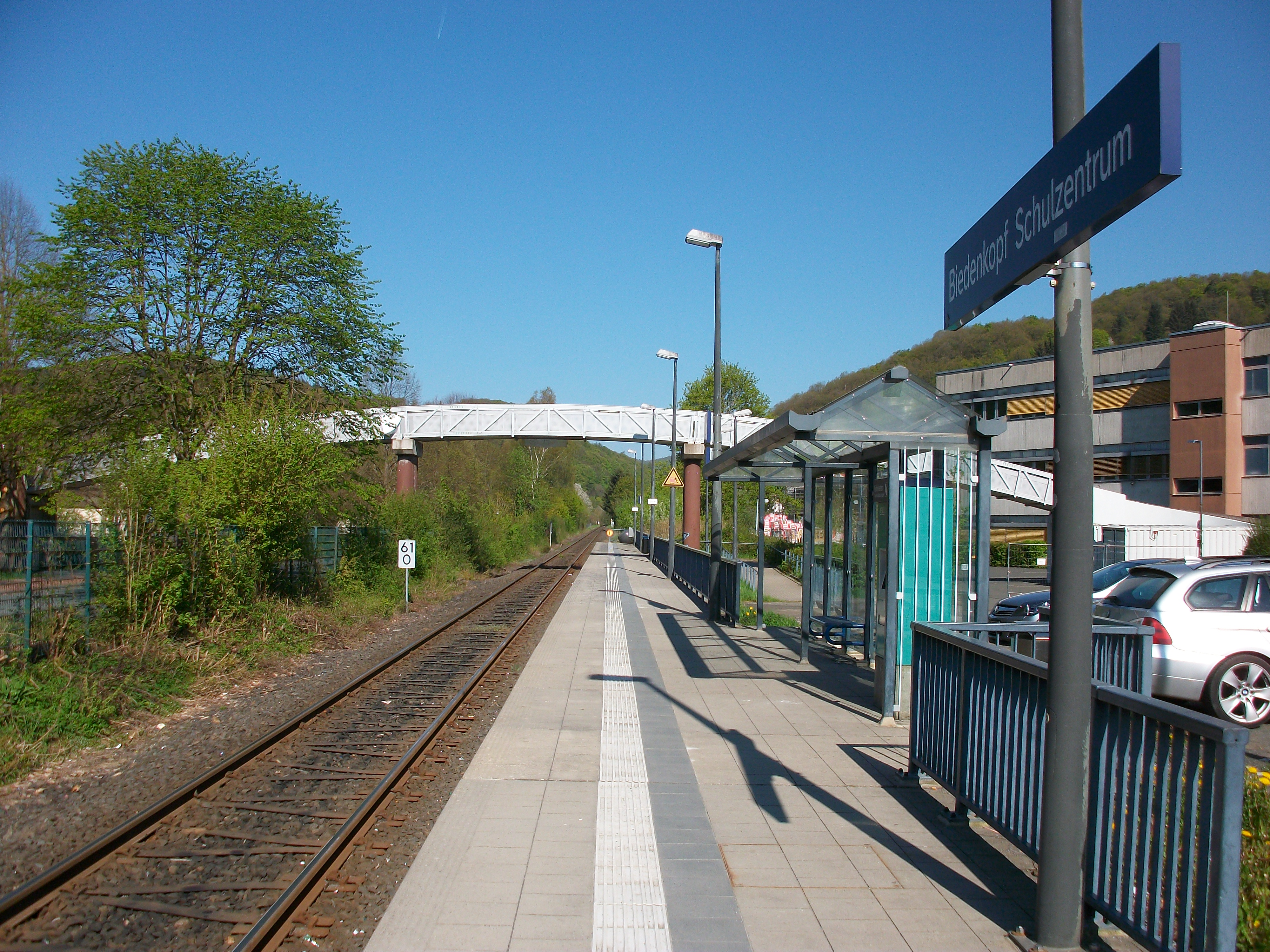
Der Haltepunkt Wissens- und Wirtschaftscampus (2016)

Biedenkopf ist mit Bussen an das ÖPNV-Netz des RMV angebunden. Folgende Linien fahren die Stadt an:
- 481: Wallau–Biedenkopf–Lahntal–Marburg (und zurück)
- 491: Dillenburg–Niedereisenhausen–Biedenkopf (und zurück)
- X40: Gladenbach–Dautphetal–Biedenkopf (und zurück) (Expressbus)
- X41: Dillenburg–Eschenburg–Biedenkopf (und zurück) (Expressbus)
- MR-40: Gladenbach–Dautphetal–Biedenkopf (und zurück)
- MR-51: Biedenkopf–Niedereisenhausen–Friedensdorf–Biedenkopf
- MR-52: Biedenkopf–Friedensdorf–Niedereisenhausen-Biedenkopf
- MR-58: Biedenkopf–Holzhausen–Hatzfeld–Biedenkopf
- MR-59: Biedenkopf Staffelberg – Biedenkopf Wissenscampus (und zurück)
- MR-65: Wetter–Treisbach–Biedenkopf (und zurück)

Im Schienenverkehr wird Biedenkopf über die Bahnstrecke Kreuztal–Cölbe angebunden und von der Kurhessenbahn auf der Oberen Lahntalbahn (RB 94, Bad Laasphe–Marburg) bedient.
Biedenkopf besitzt einen Bahnhof nahe der Stadtmitte (→ Siehe: Bahnhof Biedenkopf) und einen Haltepunkt Wissens- und Wirtschaftscampus am nördlichen Stadtrand nahe den ortsansässigen Schulen. Dieser wurde am 31. August 2003 als Haltepunkt Biedenkopf Schulzentrum eröffnet. Die politische Forderung zum Bau eines Haltepunktes an dieser Stelle reicht bis in die 1980er-Jahre zurück. Nachdem 1996 bereits erste Schritte unternommen wurden, wurde dann im Frühjahr 2000 der Bau- und Finanzierungsvertrag zum Neubau des Haltepunktes unterzeichnet. Die entscheidende Freigabe des Eisenbahn-Bundesamtes erfolgte im September 2002, nachdem kurz zuvor bereits die Plangenehmigung abgeschlossen wurde. Insgesamt kostete der Bau des neuen Haltepunktes 420.000 €. Im Dezember 2018 wurde der Haltepunkt schließlich in Wissens- und Wirtschaftscampus umbenannt, dies wurde durch die Ansiedlung der Technischen Hochschule Mittelhessen (THM), der Außenstelle des Landratsamtes und den neuen Räumen der IHK Lahn-Dill begründet, die den Standort über die schulische Funktion hinaus zu einem Wirtschaftsstandort machen.

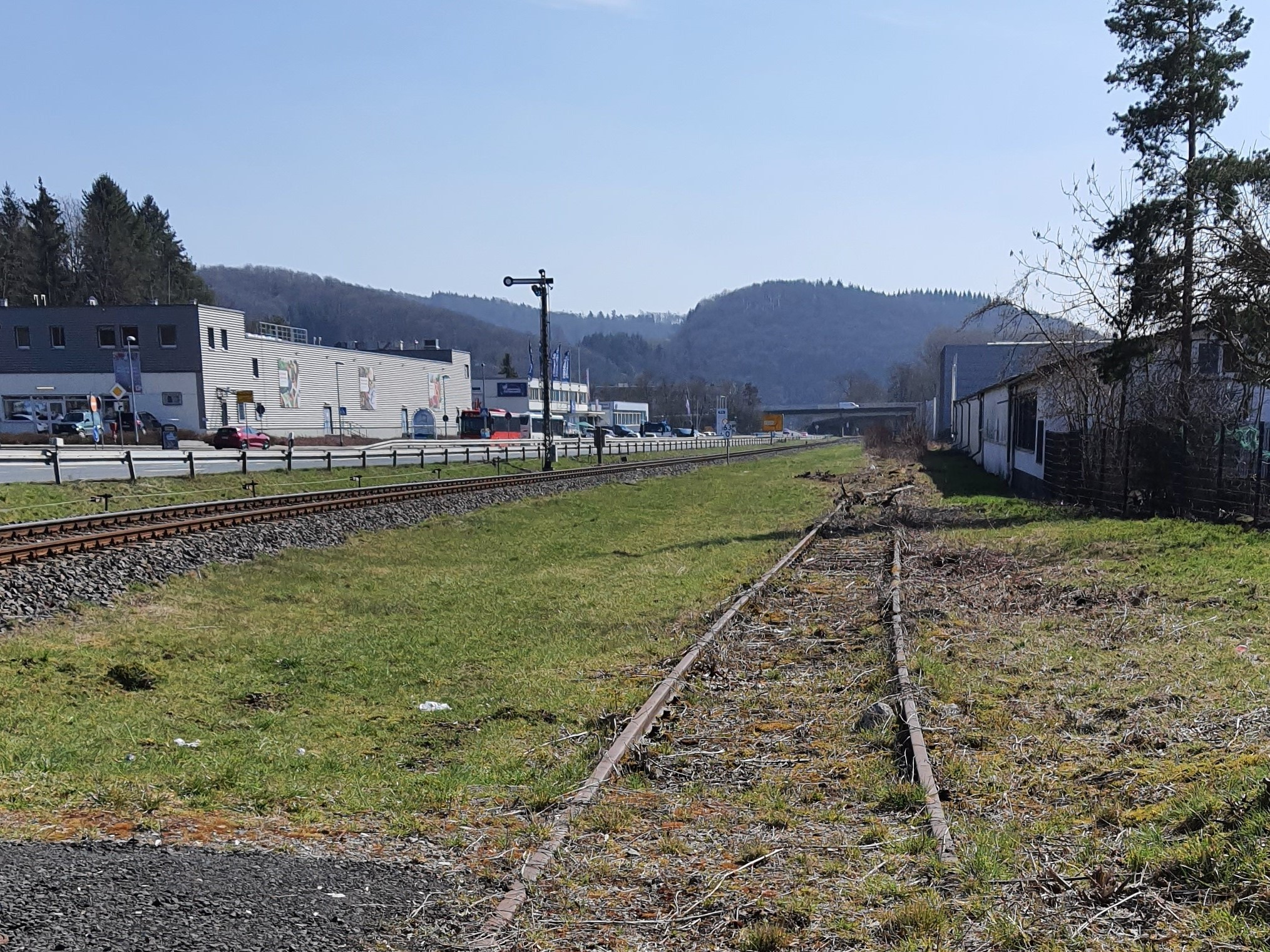
Position für einen möglichen neuen Haltepunkt in Höhe des Kaufland-Marktes (links) (2021)

Hinzu kommt ein weiterer Haltepunkt im Stadtteil Wallau (→ Siehe: Bahnhof Wallau (Lahn)). Haltepunkte bei Eckelshausen und Ludwigshütte wurden in den 1970er- und 80er-Jahren aufgegeben; neue Haltepunkte bei Eckelshausen und auf Höhe des Kaufland-Marktes beim ehemaligen Industriestammgleis in Biedenkopf sind in Überlegung.

### Energie
Im November 2015 genehmigte das Regierungspräsidium den Bau von neun Windenergieanlagen mit jeweils 2,4 MW zwischen Biedenkopf und Breidenbach. Für das Projekt, welches den Namen „Windpark Schwarzenberg“ trägt, sollen 4 ha Wald gerodet und 11,85 ha zur industriellen Nutzung umgewidmet werden. Die Betriebsaufnahme erfolgte im Januar 2017. Auf dem Stadtgebiet liegt auch ein Teil des im Bau befindlichen Windpark Weißenberg, der im Dezember 2016 in Betrieb ging. Beide Windparks sollen zusammen eine „Windfarm“ bilden.

### Wasserversorgung
Die Stadt Biedenkopf ist seit 2020 mit Mitglied im Wasserverband Siegen-Wittgenstein und bezieht deshalb etwa 75 Prozent ihres Trinkwassers aus der Obernautalsperre. Die restlichen 25 Prozent verteilen sich auf einen Tiefbrunnen im Gonzhäuser Feld bei Biedenkopf, einem Tiefbrunnen in Wallau, und dem Stollen Hassenroth in Dexbach.

## Persönlichkeiten

### Söhne und Töchter der Stadt
- Carl Breidenbach zu Breidenstein (1789–1847), Politiker und General
- Georg Müller (1815–1884), Bürgermeister und Abgeordneter
- Georg Engelbach (1817–1894), Lithograf, Zeichner, Kopist und Porträtmaler
- Jakob Unverzagt (1827–1898), Kommunalpolitiker
- Wilhelm Küchler (1846–1900), Oberbürgermeister von Worms und hessischer Finanzminister
- Carl Steuernagel (1848–1919), Bauingenieur und Baubeamter, der vor allem als Kölner Stadtbaurat wirkte
- Hans Vogt (1874–1963), Pädiater, Professor in Magdeburg und Münster
- Eberhard Jung (* 11. November 1892), Ingenieur und Hüttendirektor
- Erich Schneider (1894–1980), Offizier, zuletzt Generalleutnant im Zweiten Weltkrieg
- Friedrich Unverzagt (1896–1964), Volkswirt, Geschäftsführender Direktor Hessischer Sparkassen- und Giroverband
- Elsa Blöcher (1900–1995), Lehrerin, Historikerin und Buchautorin
- Karl Dreher (1909–2001), Zoologe und Bienenkundler
- Karl Huth (1914–1989), Heimatforscher
- Helmut Jäger (1923–2017), Humangeograph
- Günter Bäumner (1926–2002), Lehrer und Heimatforscher
- Hans Joachim Schneider (1928–2015), Rechtswissenschaftler, Kriminologe und Psychologe
- Werner Reibert (1948–2016), Leichtathlet
- Karl-Hermann Zoll (* 1948), Jurist und Richter am Bundesgerichtshof
- Hermann Schmidt (1949–2025), Verlagsmanager und Autor
- Gerhard Paul (* 1951), Historiker
- Ulrike Lauber (* 1955), Architektin und Hochschullehrerin
- Peter Clös (* 1956), Schauspieler
- Reinhard Achenbach (* 1957), evangelischer Theologe
- Arno Balzer (* 1958), Journalist und Wirtschaftswissenschaftler
- Siegfried Damm (* 1958), Gewerkschafter und Bundesvorsitzender des Verbandes Deutscher Straßenwärter
- Olaf Latzel (* 1967), evangelischer Pfarrer
- Jörg Schwarz (* 1968), Historiker und Hochschullehrer
- Thorsten Latzel (* 1970), evangelischer Pfarrer
- Stephan Thome (* 1972), Philosoph und Schriftsteller
- Marc Debus (* 1978), Politikwissenschaftler und Hochschullehrer
- Philipp Marx (* 1982), Tennisspieler
- Felix Wiemers (* 1988), Kunstturner und Freerider (Ski)
- Paul Will (* 1999), Fußballspieler
- Lisann Kaut (* 2000), Fußballspielerin
- Leandro Morgalla (* 2004), Fußballspieler

### Persönlichkeiten, die in Biedenkopf gelebt oder gewirkt haben
- Julius Daniels (1873–1919), Landrat des Kreises Biedenkopf, verstorben in Biedenkopf
- Erich Schnepel (1893–1986), evangelischer Pastor, Missionsinspektor bei der Berliner Stadtmission und theologischer Autor, verstorben in Biedenkopf
- Johanna Wiesemann (1894–1975), Politikerin (CDU) und Abgeordnete des Hessischen Landtags, lebte ab 1948 bis zu ihrem Tod in Biedenkopf
- Wilhelm Thiele (1897–1990), Politiker (NSDAP), verstorben in Biedenkopf
- Eberhard Jung (* 1902), Ingenieur und Hüttendirektor, lebte in Biedenkopf-Breidenstein
- Richard Martin Werner (1903–1949), Bildhauer, Lehrer und Leiter der Bildhauerklasse (bestehend von 1947 bis 1969) an der Kreisberufsschule Biedenkopf, entwarf mit der Baumpflanzerin die Rückseite der 50-Pfennig-Münze
- Kurt Schwerdt (1919–2007), Bürgermeister von Biedenkopf von 1954 bis 1972, maßgeblich an der Entwicklung der Stadt Biedenkopf beteiligt, während seiner Amtszeit erfolgten Verschwisterungen Biedenkopfs mit den Städten La Charité-sur-Loire, Wepion, Oostduinkerke und Cogoleto, verstorben in Biedenkopf
- Fritz Heinrich (1921–1959), Gewerkschafter und Politiker (SPD), verstorben in Biedenkopf
- Annemarie Gottfried-Frost (1924–2022), bildende Künstlerin, Kulturschaffende und Gründerin des Kulturzentrums Schartenhof und der Eckelshausener Musiktage, verstorben in Eckelshausen
- Helmut Spengler (* 1931), evangelischer Theologe und 1985 bis 1993 Kirchenpräsident der Evangelischen Kirche in Hessen und Nassau, war Pfarrer in Biedenkopf-Breidenstein
- Franz Kroppenstedt (1931–2022), Jurist und Staatssekretär im Bundesministerium des Innern, aufgewachsen in Biedenkopf
- Karin Tietze-Ludwig (* 1941), Moderatorin, Fernsehansager und ehemalige „Lottofee“, aufgewachsen in Biedenkopf
- Gerlinde Unverzagt (* 1960), Journalistin und Autorin (auch bekannt unter dem Pseudonym „Lotte Kühn“), aufgewachsen in Biedenkopf
- Andreas Steinhöfel (* 1962), Kinder- und Jugendbuchautor und Übersetzer, wohnhaft in Biedenkopf
- Matthias Carras (1964–2023), Schlagersänger, aufgewachsen in Wallau
- Thomas Schäfer (1966–2020), hessischer Finanzminister, aufgewachsen in Biedenkopf
- Jörg Schmitt (* 1967), Journalist und SZ-Redakteur, aufgewachsen in Biedenkopf
- Sibylle Bamberger (* 1968), Autorin und Journalistin, geboren und aufgewachsen in Breidenstein